# Seligenstadt

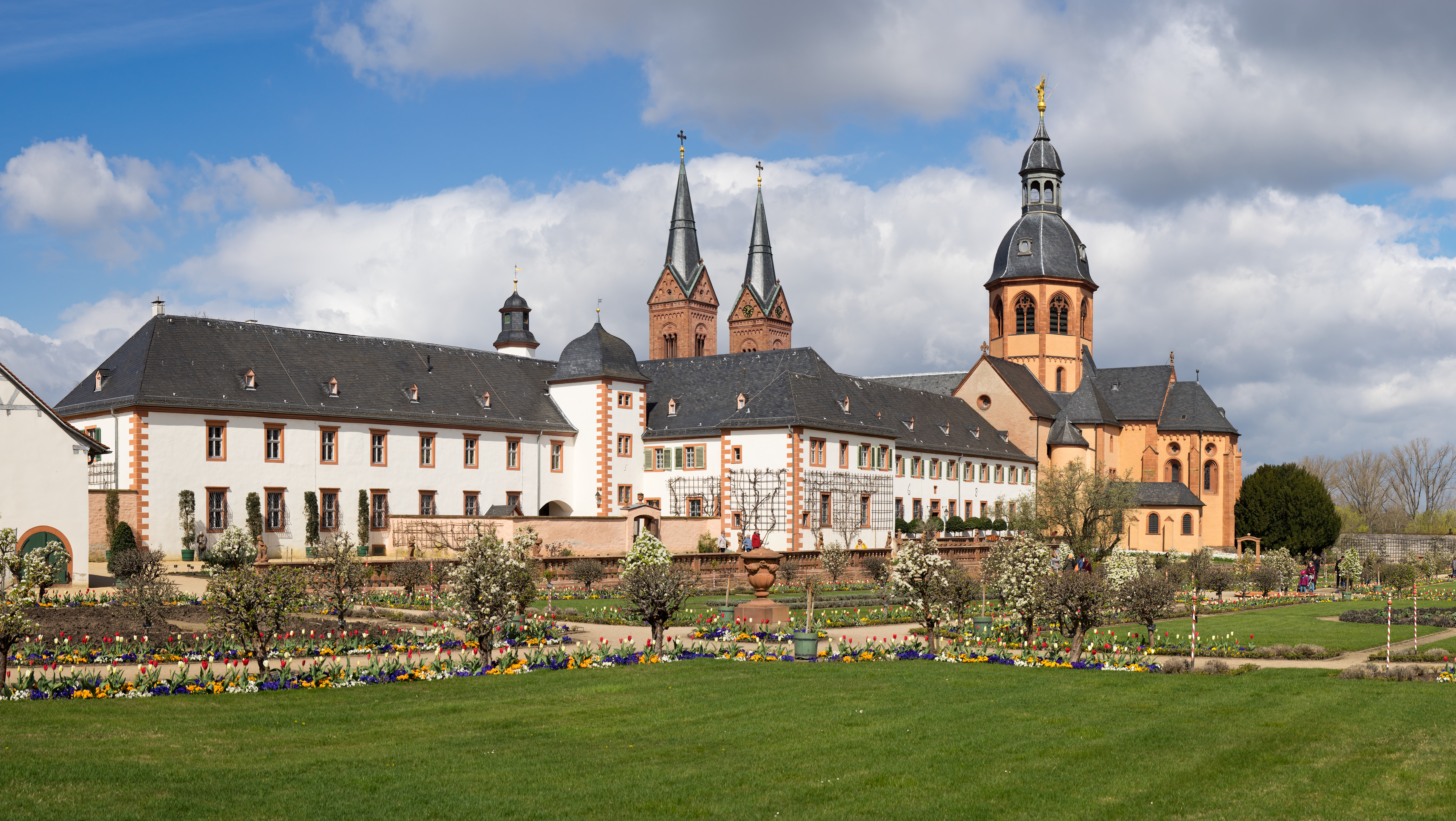
Benediktinerkloster

Seligenstadt ist eine Stadt im Landkreis Offenbach in Hessen. Sie liegt am Main und war in karolingischer Zeit von großer Bedeutung. Seligenstadt trägt seit dem 6. Februar 2020 die amtliche Zusatzbezeichnung Einhardstadt.

## Geographie

### Geographische Lage
Seligenstadt ist eine von 13 Städten und Gemeinden im Landkreis Offenbach. Die Stadt liegt im Osten des Kreises etwa 25 km südöstlich von Frankfurt am Main am linken südwestlichen Ufer einer rechtswendenden Mainschleife. Der Fluss bildet hier die Grenze zu Bayern. Die Gemarkung Seligenstadt umfasst mit 2043 Hektar rund zwei Drittel des Stadtgebietes, davon sind 1026 Hektar bewaldet (Stand 1961). Der größte Teil der Waldungen liegt im Südwesten des Stadtgebietes, wo das Geländeniveau allmählich von der 108 Meter hoch gelegenen Mainniederung auf bis zu 145 Meter am Walddistrikt Kieselhecke ansteigt.

### Nachbargemeinden
Seligenstadt grenzt im Norden an die Gemeinde Hainburg, im Osten an die Gemeinde Karlstein (Landkreis Aschaffenburg), im Südosten an die Gemeinde Mainhausen, im Süden an die Stadt Babenhausen (Landkreis Darmstadt-Dieburg) sowie im Westen an die Stadt Rodgau.
|        | Hainburg                                    |                                             |
| Rodgau | Kompassrose, die auf Nachbargemeinden zeigt | Karlstein am Main (Landkreis Aschaffenburg) |
|        | Babenhausen                                 | Mainhausen                                  |

### Stadtgliederung
Das Stadtgebiet umfasst neben der Kernstadt Seligenstadt die zwei Stadtteile Klein-Welzheim, mainaufwärts im Osten gelegen, und Froschhausen im Nordwesten.

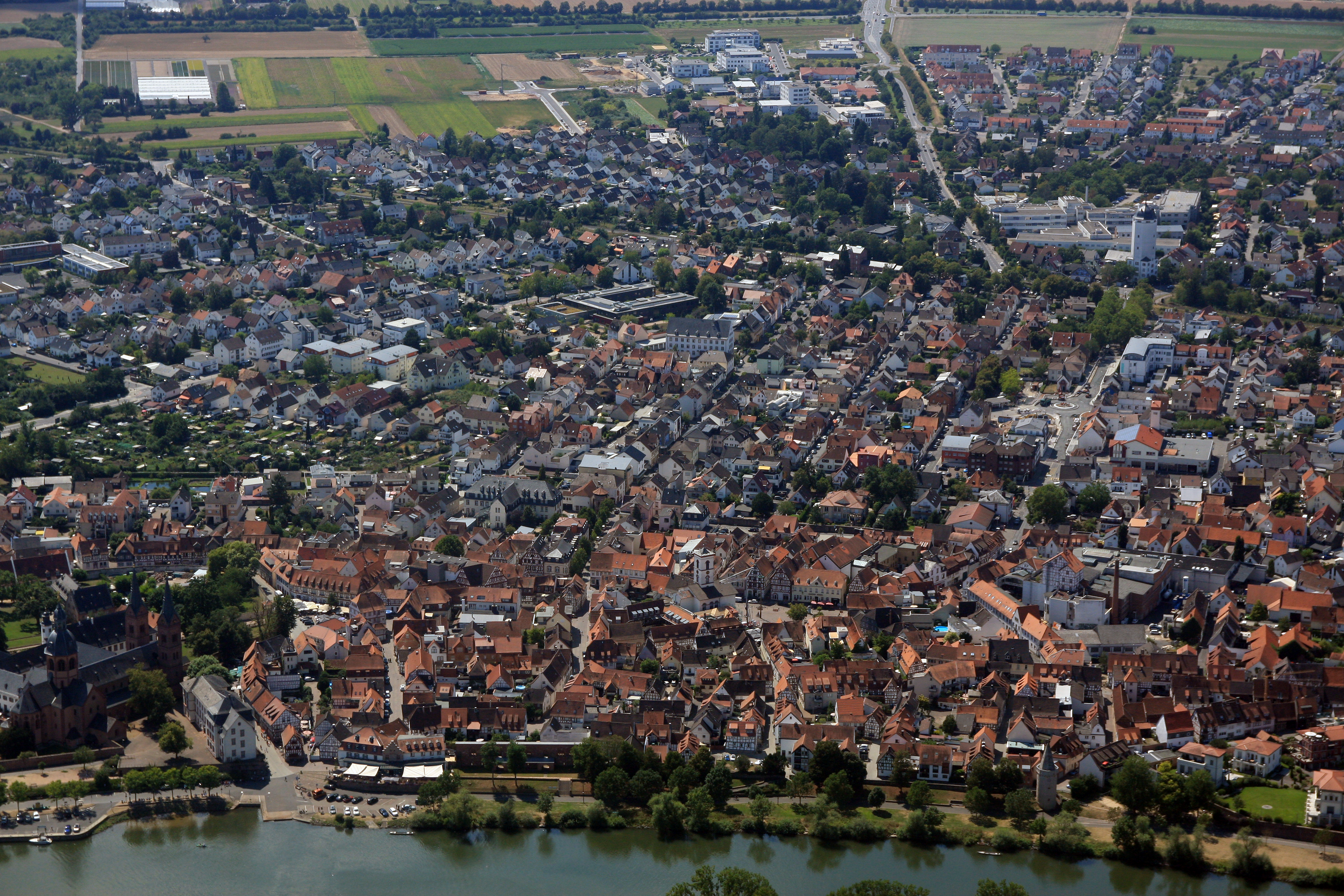
Historische Altstadt von Seligenstadt mit Basilika und Palatium am Mainufer

## Geschichte
| In erhaltenen Urkunden wurde Seligenstadt unter den folgenden Namen erwähnt (Jahr der Erwähnung): |                 |
| Ortsname                                                                                          | Jahr            |
| superior Mulinheim                                                                                | 815             |
| Saligunstat                                                                                       | 10. Jahrhundert |
| superiori Mulnheim, quod moderno tempore Selgenstat nuncupatur                                    | 933             |
| Selegonostat                                                                                      | 1002            |
| Selgenstat                                                                                        | 1012            |
| Selingestat                                                                                       | 1026            |
| Saligenstat                                                                                       | 1041            |
| Molnheim nunc vero Seligunstat                                                                    | 1045            |
| Selgenstat                                                                                        | 1063            |
| Saligenstad                                                                                       | 1120            |
| Seligenstad                                                                                       | 1122            |
| Selingestat                                                                                       | 1136            |
| Seliginstat                                                                                       | 1247            |
| Selingestat                                                                                       | 1249            |
| Selginstat                                                                                        | 1255            |
| Selgenstat                                                                                        | 1256            |
| Selegenstad                                                                                       | 1266            |
| Seligenstad                                                                                       | 1336            |
| Mülheim nunc Seligenstat dicto                                                                    | 1405            |
| Bezeichnung der Siedlung:                                                                         |                 |
| villa                                                                                             | 815             |
| civitas                                                                                           | 1232            |

### Antike

Neoromanische Westfassade der Einhard-Basilika

Um das Jahr 100 n. Chr. wurde in der Herrschaftszeit des römischen Kaisers Trajan ein Kohortenkastell auf dem Gebiet des heutigen Seligenstädter Marktplatzes und Teilen der heutigen Altstadt erbaut, das Castrum Selgum. Die dort stationierte Kohorte hatte den Namen Cohors I Civium Romanorum equitata und war für die Sicherheit des am Main verlaufenden Limesabschnittes (auch: Obergermanischer Limes) verantwortlich. Mit dem Fall des Limes während der Alamannenstürme um das Jahr 260 n. Chr. wurde das Kastell aufgegeben, und die Römer zogen sich wieder hinter die Rheinlinie zurück. Auf den Trümmern des ehemaligen Kastells und auf dem heutigen Klosterareal entstand im Talabschnitt des Breitenbaches die frühmittelalterliche Siedlung Mulinheim superior, Obermühlheim.

### Mittelalter

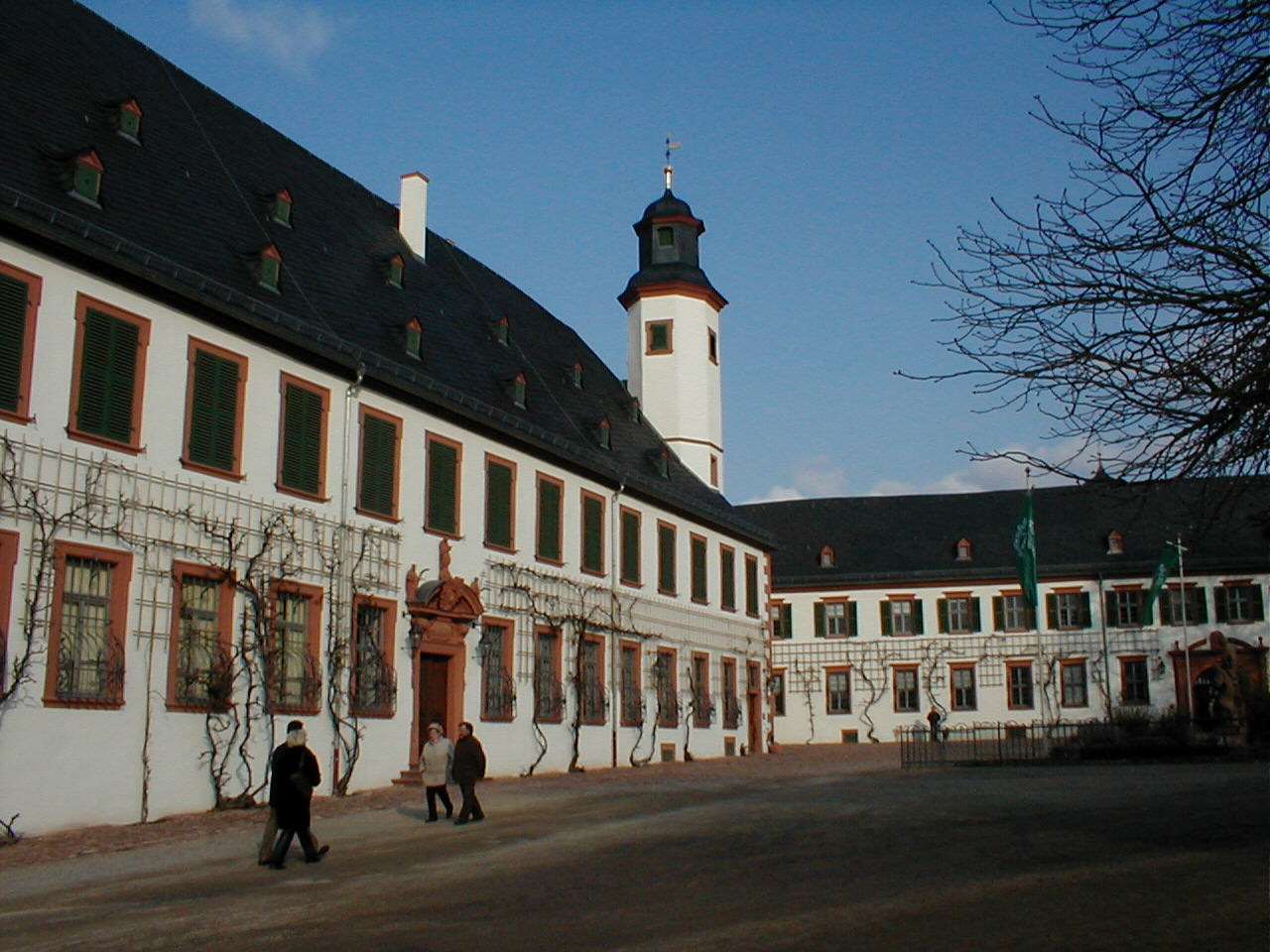
Ehemalige Benediktiner-Abtei in Seligenstadt

Die älteste bekannte schriftliche Erwähnung Seligenstadts, damals als Obermühlheim, geht auf die Schenkung Ludwigs I. an Einhard zurück und datierte, laut einer Abschrift der Schenkungsurkunde im Codex Laureshamensis, vom 11. Januar 815. Die Stadt wurde von Einhard, dem Biographen Karls des Großen, gegründet. Nachdem er das fränkische Domanialgut Obermulinheim 815 von Ludwig dem Frommen als Schenkung erhalten hatte, begründete er hier ein Benediktinerkloster. Als ein früherer Besitzer wird ein Graf Drogo genannt. Die in Rom gestohlenen Gebeine der Märtyrer Petrus und Marcellinus wurden 828 aus der Basilika in Steinbach im Odenwald nach Obermühlheim überführt, das somit Wallfahrtsort wurde. Darauf änderte sich schon bald der Ortsname von Obermühlheim zu Seligenstadt. Die Gebeine der Märtyrer wurden zunächst in der Laurentiuskapelle des Gutshofes aufbewahrt, die sich aber, angesichts des Zustroms der Gläubigen, als zu klein erwies. Einhard begann somit zeitnah mit dem Bau der Einhard-Basilika, dem Wahrzeichen der Stadt am Untermain und begründete, als dessen erster Laienabt, eine Benediktinerabtei als Eigenkloster. Die Abtei erhielt reichen Besitz durch Schenkungen beiderseits des Mains und verfügte, gemäß dem ältesten Zinsregister, kurz vor 1000 über Einkünfte aus 40 Orten.
1028 wurde in der Stadt eine römisch-katholische Synode abgehalten, deren wichtigstes Ergebnis die Einführung des Quatember mit strengen Fastenregeln war. 1063 bestätigte Kaiser Heinrich IV. dem Erzbischof von Mainz die Rechtmäßigkeit seines Besitzes der Abtei.
Bei einem Hoftag in Seligenstadt am 23. April 1188 schloss Kaiser Friedrich Barbarossa mit König Alfons VIII. von Kastilien den Ehevertrag zwischen ihren Kindern Konrad und Berenguela von Kastilien. Während seiner Regierungszeit erhielt der Ort Stadtrechte, und ein Königshof (Palatium) wurde am Mainufer gebaut.

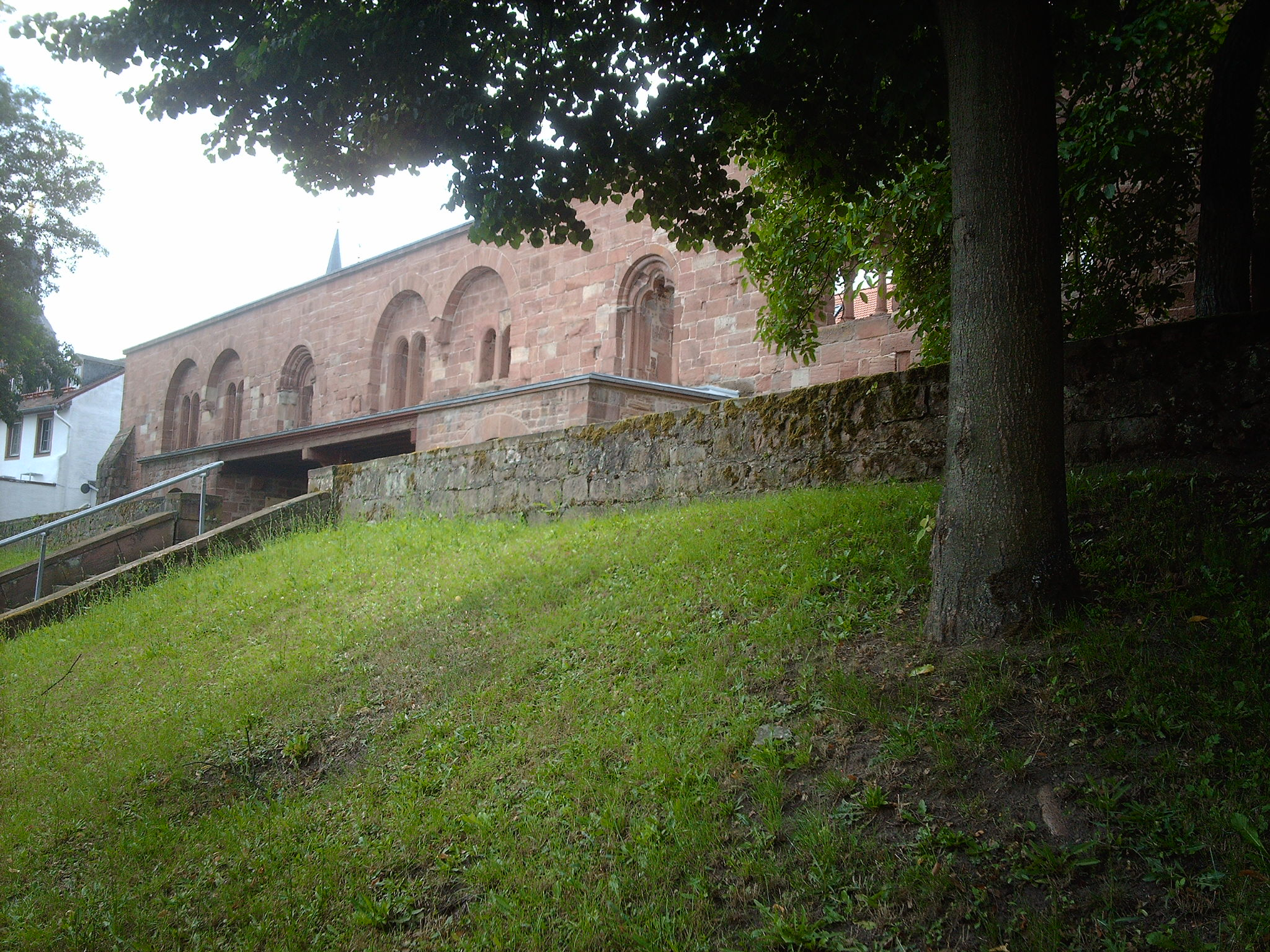
Palatium – Pfalz Seligenstadt

Seligenstadt gründete 1346, als eine von neun Städten, den Neunstädtebund des Mainzer Oberstifts. Zunächst mit kommunaler Selbstverwaltung (Ratsverfassung) ausgestattet, konnten die Mitgliedsstädte sich im Verlauf des 15. Jahrhunderts von ihrem Landesherrn, dem Mainzer Erzbischof und zum Mainzer Domkapitel weiter emanzipieren. Unter anderem hatte Seligenstadt das Recht, eigenständig Steuern zu erheben und zu bewilligen. Das Selbstverwaltungsrecht endete mit den erzbischöflichen Verfügungen aus den Jahren 1527 und 1528, mit welchen der Städtebund faktisch aufgelöst wurde.

### Reformationszeit und Renaissance

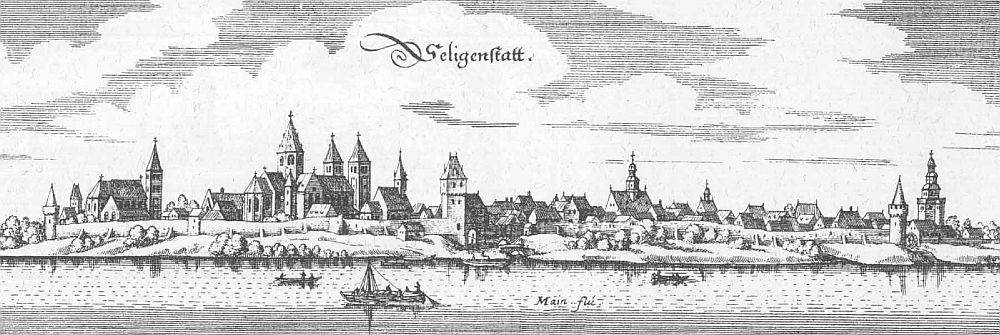
Seligenstadt – Auszug aus der Topographia Hassiae von Matthäus Merian dem Jüngeren 1655

1527 wurde durch den Mainzer Erzbischof Albrecht von Brandenburg für den Ort eine neue Stadtordnung erlassen, wodurch die Rechte der Seligenstädter Bürger stark eingeschränkt wurden.
Während des Dreißigjährigen Krieges verwaltete um 1631 ein schwedischer Kommissar die Abtei im Auftrag König Gustav Adolfs. Die Seligenstädter Bürger entrichteten dem Schwedenkönig Kontributionszahlungen, der dafür auf das damals übliche Niederbrennen der Häuser verzichtete. Als er mit seinem Heer weiterzog, plünderten die zurückgelassenen Besatzungssoldaten trotzdem Stadt und Abtei. Erst im Jahre 1685 wurden Abt- und Konventsgebäude wieder neu errichtet.

### Territoriale Zugehörigkeit
Durch die Säkularisation von Kurmainz infolge des Reichsdeputationshauptschlusses 1803 kamen Stadt und Amt Seligenstadt an die Landgrafschaft Hessen-Darmstadt, die 1806 als Rheinbundstaat zum Großherzogtum Hessen erhoben wurde. Die Abtei wurde säkularisiert.

Bis 1821 nahm das Amt Seligenstadt Verwaltung und Rechtsprechung in Seligenstadt wahr. Mit der Verwaltungsreform im Großherzogtum Hessen (Hessen-Darmstadt) in diesem Jahr wurden auch hier auf unterer Ebene Rechtsprechung und Verwaltung getrennt.
 Für die Verwaltung wurden Landratsbezirke geschaffen, die erstinstanzliche Rechtsprechung Landgerichten übertragen. Der Landratsbezirk Seligenstadt erhielt die Zuständigkeit für die Verwaltung unter anderem für das gleichzeitig aufgelöste Amt Seligenstadt. Durch verschiedene Verwaltungsreformen gehörte Seligenstadt dann ab
- 1832 zum Kreis Offenbach,
- 1848 zum Regierungsbezirk Darmstadt und
- 1852 wieder zum Kreis Offenbach. Dieser wurde 1939 in „Landkreis Offenbach“ umbenannt.[9]

### Gerichtliche Zuständigkeit
Bei der Reform 1821 übernahm das Landgericht Steinheim die erstinstanzliche Rechtsprechung in Seligenstadt, die zuvor das Amt wahrgenommenen hatte. Der Sitz des Gerichts wurde zum 1. Juli 1835 nach Seligenstadt verlegt und die Bezeichnung in „Landgericht Seligenstadt“ geändert. Mit dem Gerichtsverfassungsgesetz von 1877 wurden Organisation und Bezeichnungen der Gerichte reichsweit vereinheitlicht. Zum 1. Oktober 1879 hob das Großherzogtum Hessen (Hessen-Darmstadt) deshalb die Landgerichte auf. Funktional ersetzt wurden sie durch Amtsgerichte. So ersetzte das Amtsgericht Seligenstadt das Landgericht Seligenstadt.

### Neuzeit

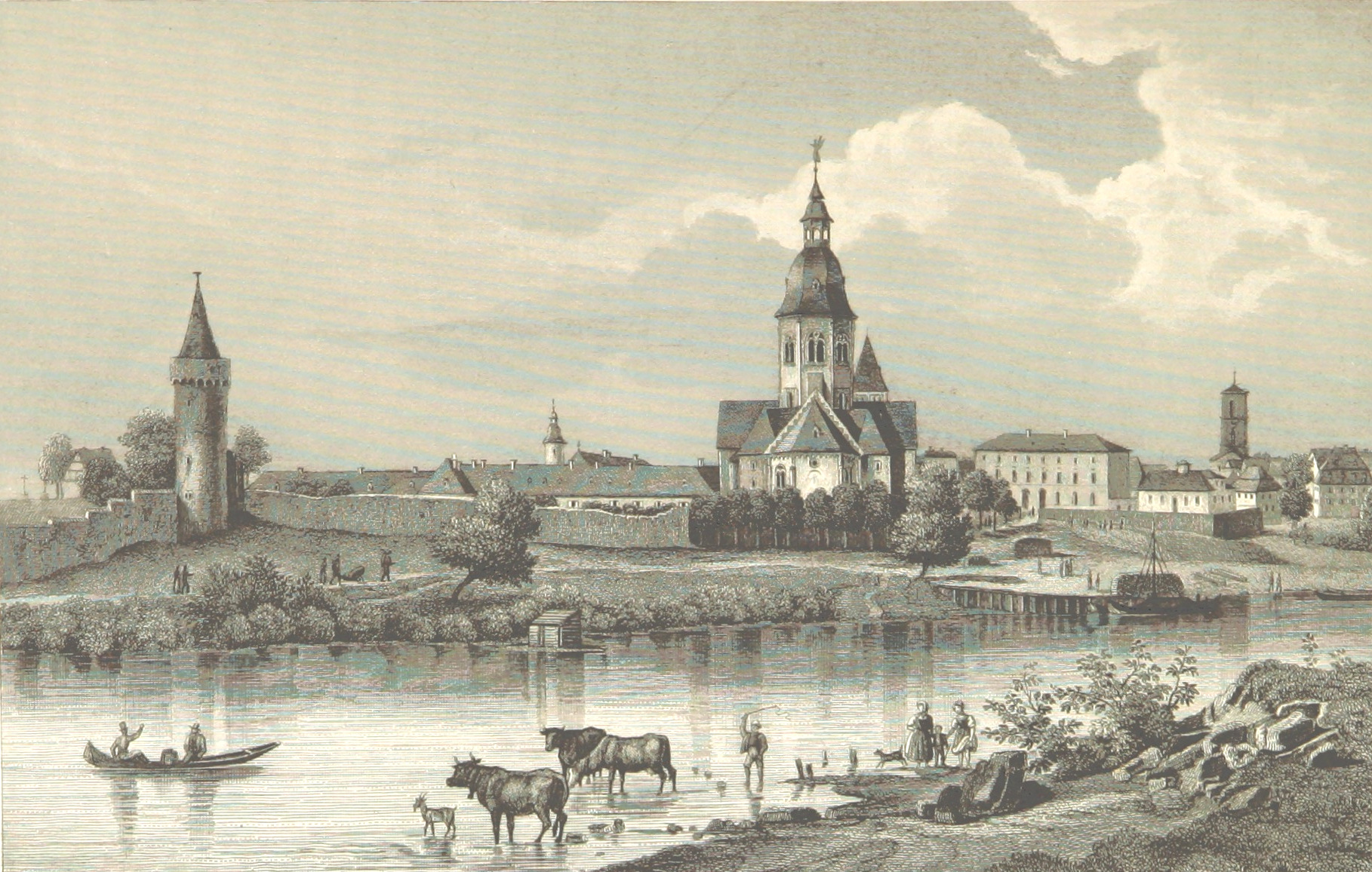
Seligenstadt um 1845

Am 1. Mai 1882 wurde die Eisenbahnstrecke Hanau-Seligenstadt-Eberbach eröffnet. 1925 wurde die Einhard-Basilika St. Marcellinus und Petrus durch Papst Pius XI. zur päpstlichen Basilica minor erhoben.

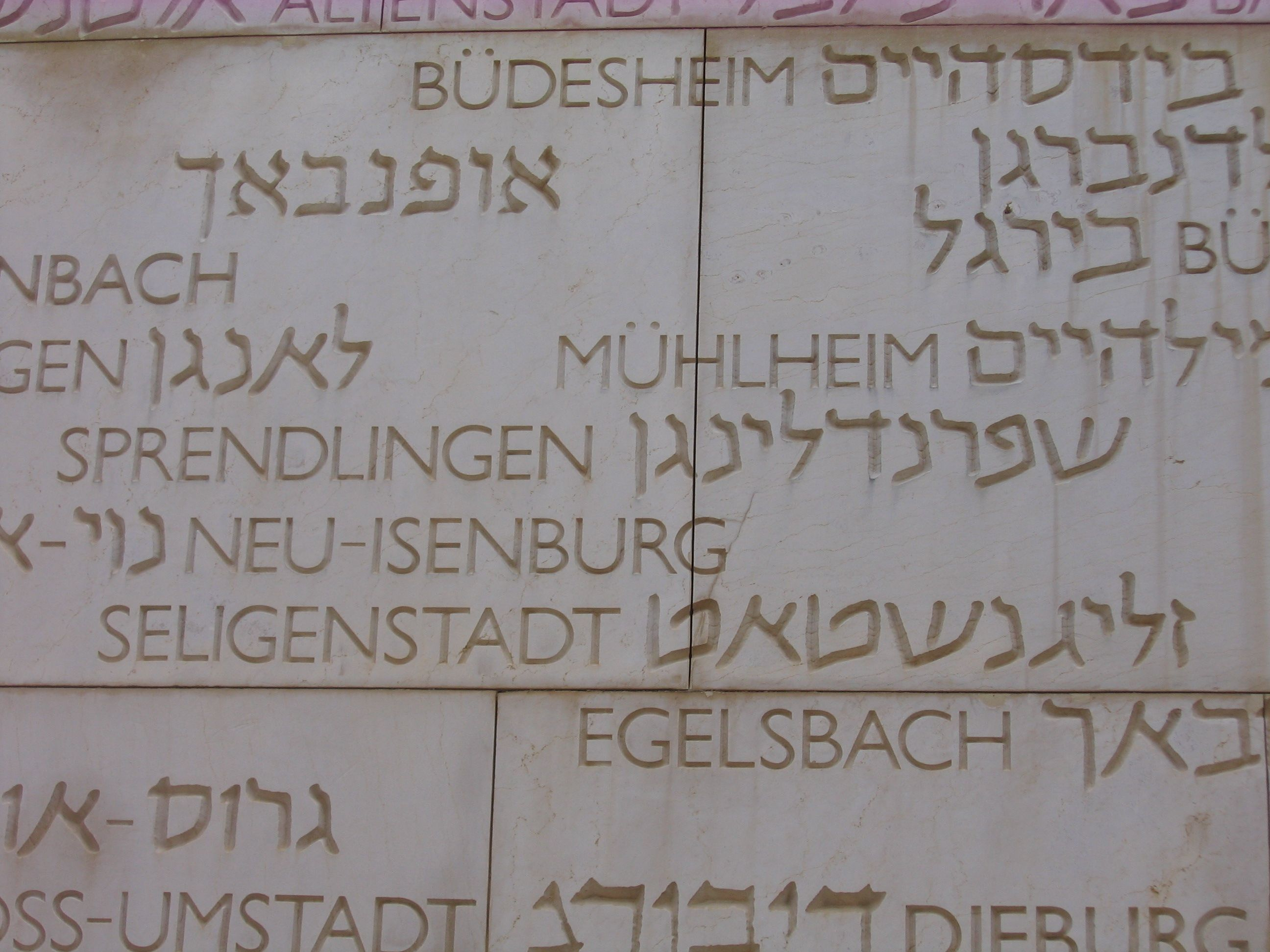
Gedenkinschrift für die jüdische Gemeinde Seligenstadt im Tal der Gemeinden in Yad Vashem

Seligenstadt hatte jahrhundertelang eine jüdische Gemeinde. In den ersten Jahren der Zeit des Nationalsozialismus wanderte ein Teil der damals 146 Seligenstädter Juden infolge von Entrechtung, Boykott und Repressalien (→ „Arisierung“) aus, die überwiegende Mehrheit davon nach Nord- und Südamerika. Bei den Novemberpogromen 1938 wurde die Synagoge abgebrannt. Jüdische Bürger wurden teilweise schwer misshandelt. So wurden zehn unter ihnen unter Hieben und Schlägen ins Gefängnis im Klosterhof getrieben und dann in das KZ Buchenwald deportiert. Im Mai 1939 gab es noch 77 jüdische Einwohner in der Stadt. 1941 mussten die noch verbliebenen Juden in vier „Judenhäusern“ unterkommen, ihre Zahl reduzierte sich bis zu Beginn der Deportationen auf etwa 45. Im Herbst 1942 wurden sie über Sammelstellen in das KZ Theresienstadt verbracht. Insgesamt 103 der aus Seligenstadt stammenden Juden wurden in der NS-Zeit ermordet (→ Holocaust). Direkt nach dem Krieg kehrten zwei jüdische Mitbürger aus der Emigration nach Seligenstadt zurück, sie wurden später auf dem örtlichen jüdischen Friedhof begraben.

### Eingemeindungen
Am 1. Januar 1977 wurden im Zuge der Gebietsreform in Hessen die Nachbargemeinden Froschhausen und Klein-Welzheim per Gesetz eingemeindet. Ortsbezirke wurden in Seligenstadt nicht gebildet.

## Stadtlegenden
Einer Variante der Sage Eginhard und Emma zufolge soll die Umbenennung der Stadt nicht aufgrund der Lagerung der Gebeine von St. Petrus und St. Marcelinus geschehen sein, sondern weil Einhard, der Berater und Biograf Karls des Großen, nachdem er mit dessen Tochter Emma vom Hof verwiesen worden war, mit ihr zusammen in Obermulinheim lebte.
Der Kaiser zog eines Tages durch diese Stadt und betrat dort das Gasthaus, in dem seine Tochter Emma mittlerweile arbeitete. Sie servierte ihm Pfannkuchen, und der Kaiser erkannte den unvergleichlichen Geschmack. Daraufhin soll der bekannte Ausspruch „Selig sei die Stadt genannt, da ich meine Tochter Emma wiederfand“ entstanden sein, der auch heute noch auf dem Erker des sogenannten Einhardhauses (erneuert 1596) in Seligenstadt zu finden ist. So sei der Name „Seligenstadt“ entstanden.
Einer anderen Variante nach lebten Eginhard und Emma in einer Einöde im Wald, als Karl sie fand, und Karl habe jene Stätte daher Seligenstatt genannt.
Nach einer weiteren Überlieferung soll Einhard bei der Beerdigung seiner Frau gesagt haben: „Selig sei die Statt, wo du ruhest“.

## Brauchtum

### Seligenstädter Geleit

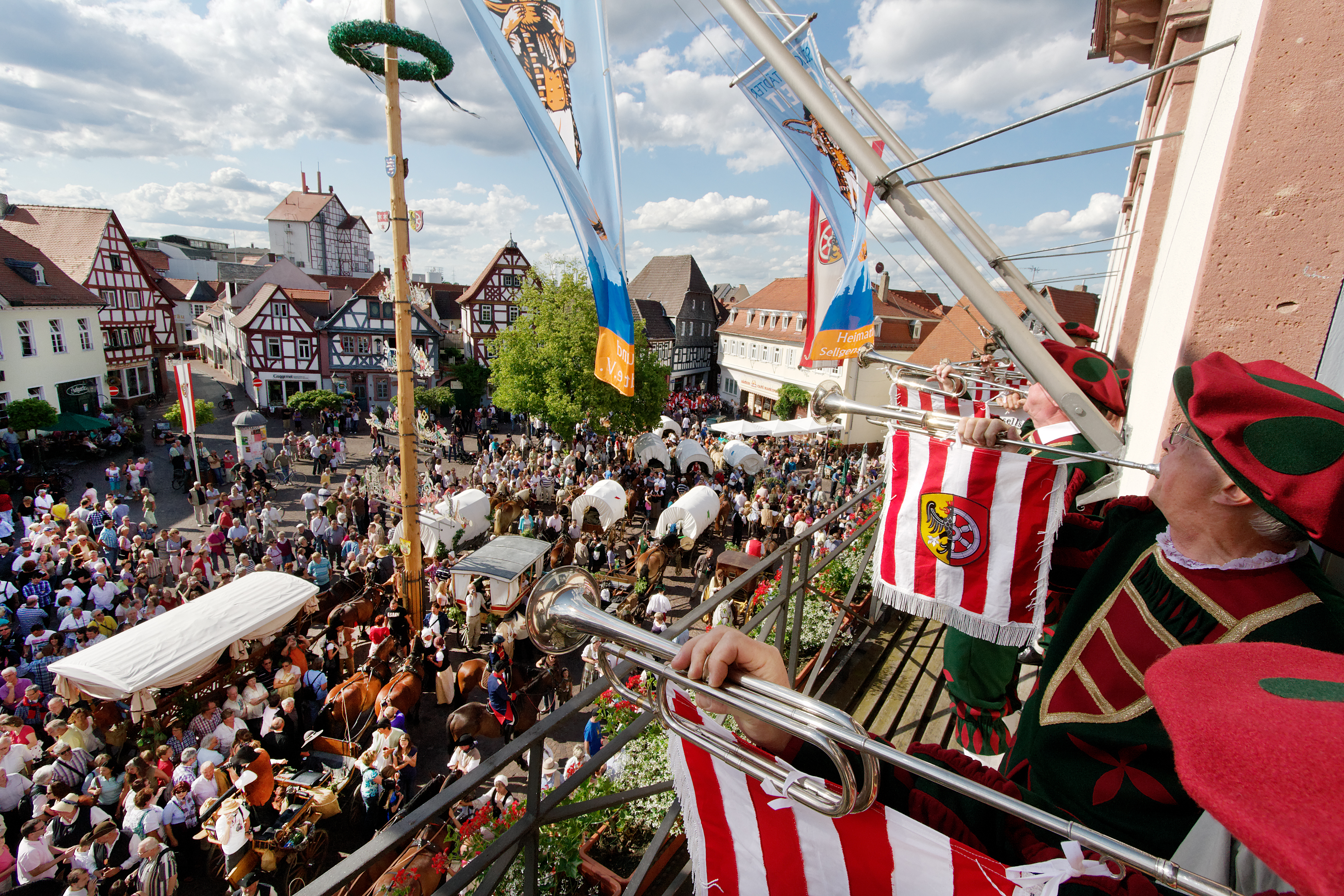
Geleitsfest 2011: Ankunft der Kaufmannszüge aus Augsburg und Nürnberg auf dem Marktplatz

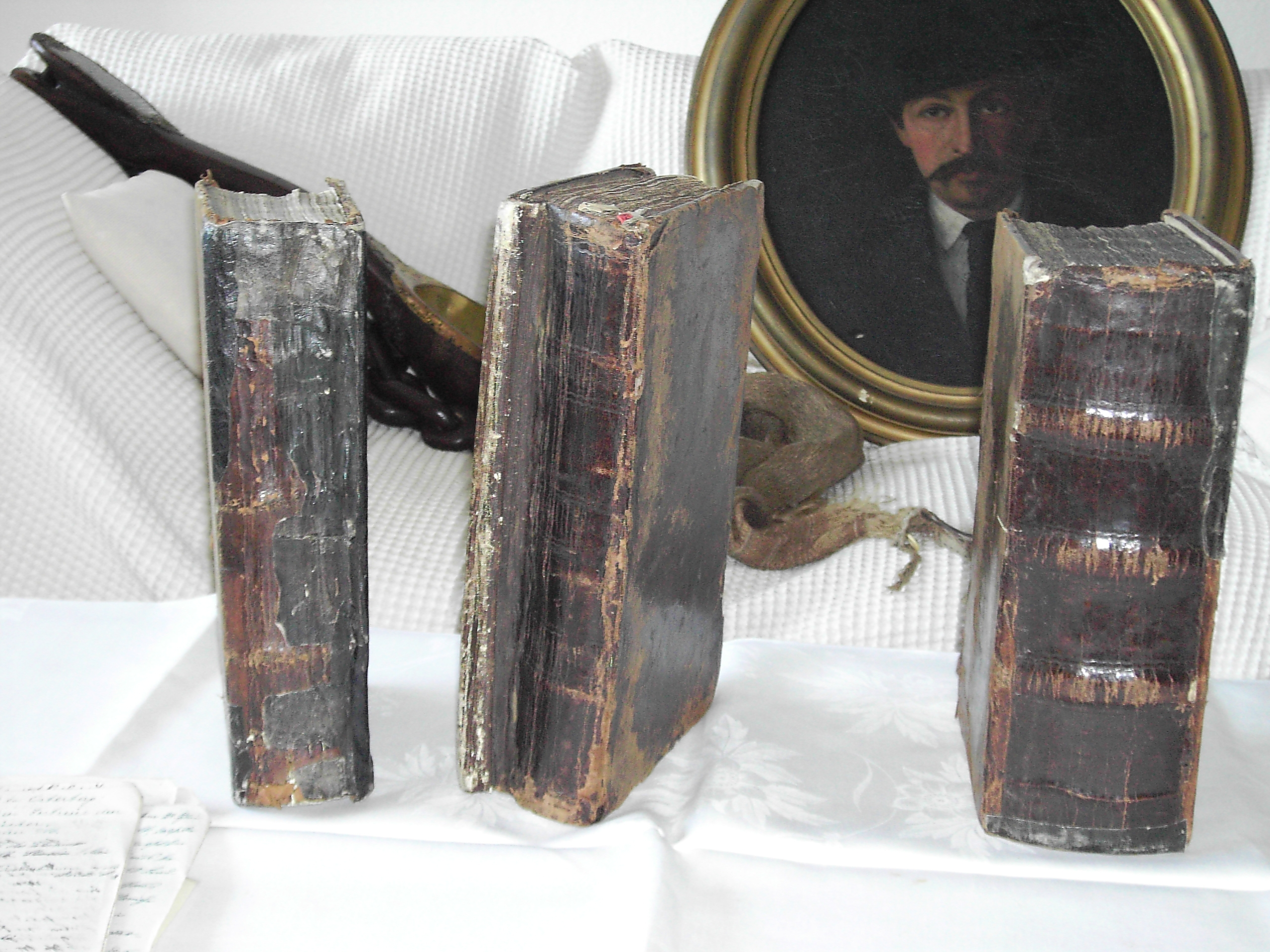
Augsburger Löffelbücher

Das Seligenstädter Geleit ist ein in der Bundesrepublik Deutschland einmaliger Brauch aus dem Mittelalter, welcher sich in abgewandelter Form bis heute erhalten hat. Im Mittelalter zogen Verbände von Kaufleuten mit ihren Pferdefuhrwagen aus allen Himmelsrichtungen zur Frankfurter Messe. Kaufleute aus Augsburg und Nürnberg mussten über den Spessart oder am Main entlang bis zum Rastplatz Seligenstadt ziehen. Der Weg war gefährlich, da die reichen Kaufleute für Wegelagerer und Raubritter ein lohnendes Ziel darstellten. Deshalb stellte der Stauferkaiser Friedrich II. im Jahre 1240 die Kaufleute durch einen „Geleitsbrief“ unter kaiserlichen Schutz. Jeder betroffene Landesherr war seitdem verpflichtet, den Durchreisenden gegen Entgelt bewaffneten Geleitschutz zu gewähren. In der Nähe von Seligenstadt wurde die Geleitstruppe gewechselt. Kurmainzer Geleitsoldaten übergaben den Geleitszug an Frankfurter Schutztruppen. Aus dieser Zeit stammt der „Hänselbrauch“ unter den Kaufleuten. Neulinge mussten den einen Liter Wein fassenden Geleitslöffel mit einem Zug restlos austrinken, um in die Kaufmannsgemeinschaft aufgenommen zu werden. Wer die sogenannte „Nagelprobe“ nicht bestand, musste die Gilde „freihalten“, d. h. die Verpflegung bezahlen. Dieser Brauch ist in gemäßigter Form bis heute in Seligenstadt der Höhepunkt des alle vier Jahre stattfindenden Geleitsfestes des Heimatbundes Seligenstadt e. V. Seit 2003 stellt der Arbeitskreis Kaufmannszug zudem alle vier Jahre einen historischen Kaufmannszug nach.

#### Ordensbruderschaft vom Steyffen Löffel
Zur Pflege des Brauchtums um den historischen „Löffeltrunk“ wurde im Jahr 1989 die Ordensbruderschaft vom Steyffen Löffel zu Seligenstadt gegründet. Der Ordensbruderschaft steht der Ordensmeister vor. Sein Stellvertreter ist der Fauth. Die Löffelgruppe, die den Löffeltrunk mit den Kandidaten vollzieht, besteht aus dem Löffelmeister, dem Examinator und dem Protokollanten. Dazu gehören noch der Löffelwirt und die sogenannten Löffelmädchen, die die großen Trinklöffel mit einem Fassungsvermögen von einem Liter an schweren Holzketten tragen.

### Seligenstädter Fastnacht

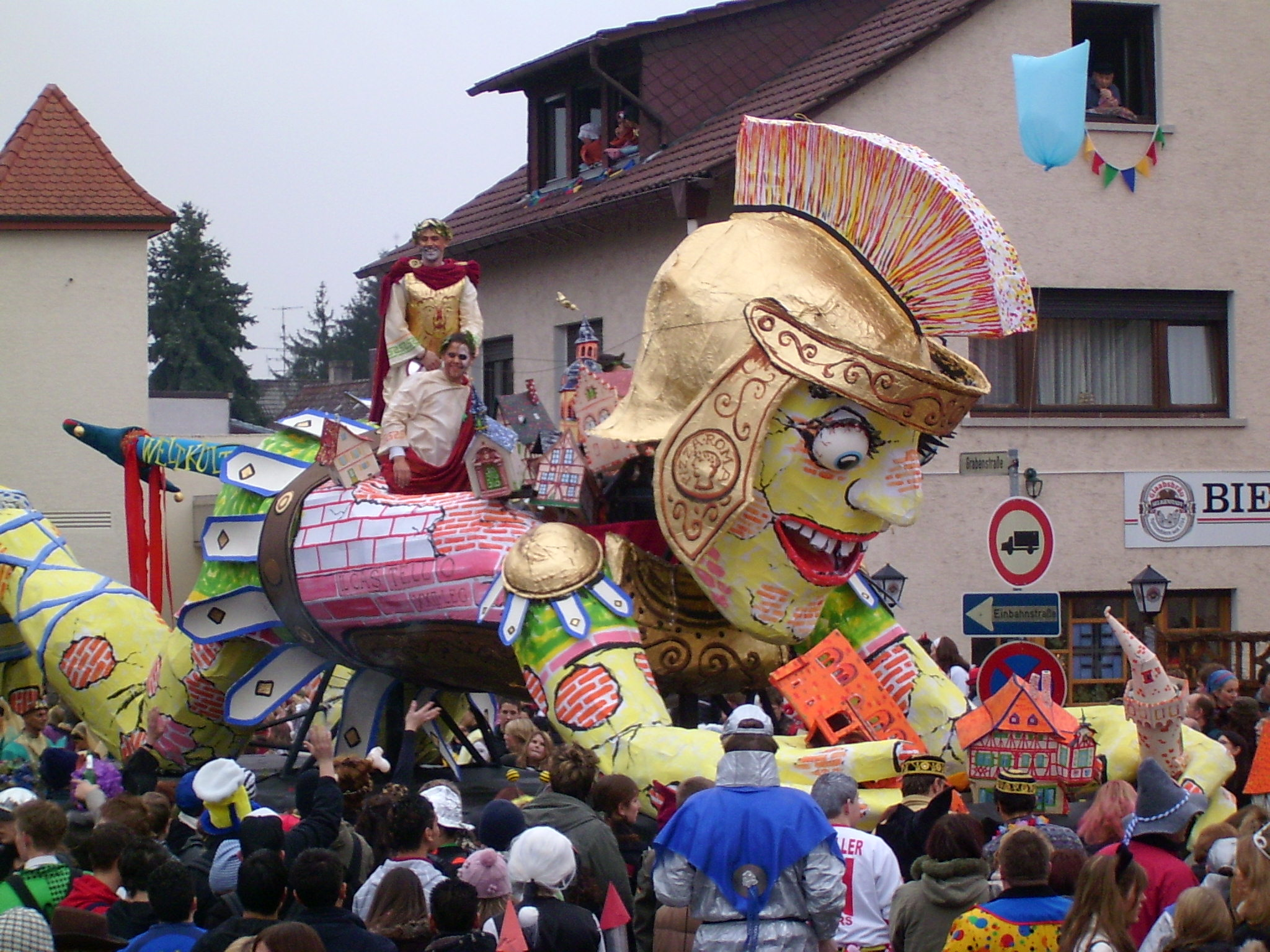
Motivwagen beim Rosenmontagsumzug 2006

Die Stadt Seligenstadt ist überregional bekannt für ihren Fastnachtszug, welcher sich traditionell am Rosenmontag durch die historische Innenstadt und das angrenzende Stadtgebiet schlängelt.  Nachweislich existiert dieser Rosenmontagszug seit dem Jahr 1859. In heutiger Zeit besitzt der Zug 99 aufwändig gestaltete Zugnummern und lockt mit dieser Attraktion durchschnittlich 40.000 Besucher aus nah und fern an. In der Fastnachtszeit nennen sich die Seligenstädter Narren „Schlumber“ und ihre Stadt „Schlumberland“. Jedes Jahr wird für die Faschingszeit ein Prinzen- und ein Kinderprinzenpaar gekürt, welche das „Schlumberland“ regieren. Seligenstadt ist auch eine von wenigen Städten, die zwei Fastnachtsumzüge haben. Neben dem Rosenmontagsumzug gibt es jedes Jahr am vorhergehenden Sonntag den Kinderfastnachtsumzug. Verantwortlich für die Organisation und die Ausrichtung ist der Heimatbund Seligenstadt e. V.
Die Seligenstädter besitzen teils inoffiziell als Fastnachts-Fahne eine leicht zur Mainzer-Fahne abgewandelte. In dieser werden die vier Farben um die Farbe grün ergänzt in der Reihenfolge grün, weiß, blau, gelb, rot. Dies soll signalisieren, dass Seligenstadt eine eigene Fastnacht besitzt. Diese Fahnen findet man insbesondere in der Innenstadt und bei den Vollblut-Fastnachtern.

## Politik

### Stadtverordnetenversammlung
Die Kommunalwahl am 14. März 2021 lieferte folgendes Ergebnis, in Vergleich gesetzt zu früheren Kommunalwahlen:
| Sitzverteilung in der Stadtverordnetenversammlung 2021Insgesamt 37 Sitze - Linke: 1 - SPD: 5 - Grüne: 6 - FDP: 8 - CDU: 13 - FW: 4 | Parteien und Wählergemeinschaften | Parteien und Wählergemeinschaften           | % 2021 | Sitze 2021 | % 2016 | Sitze 2016 | % 2011 | Sitze 2011 | % 2006 | Sitze 2006 | % 2001 | Sitze 2001 |
| Sitzverteilung in der Stadtverordnetenversammlung 2021Insgesamt 37 Sitze - Linke: 1 - SPD: 5 - Grüne: 6 - FDP: 8 - CDU: 13 - FW: 4 | CDU                               | Christlich Demokratische Union Deutschlands | 34,2   | 13         | 34,8   | 13         | 43,4   | 16         | 51,7   | 19         | 50,8   | 19         |
| Sitzverteilung in der Stadtverordnetenversammlung 2021Insgesamt 37 Sitze - Linke: 1 - SPD: 5 - Grüne: 6 - FDP: 8 - CDU: 13 - FW: 4 | SPD                               | Sozialdemokratische Partei Deutschlands     | 13,5   | 5          | 21,6   | 8          | 21,5   | 8          | 24,1   | 9          | 32,9   | 12         |
| Sitzverteilung in der Stadtverordnetenversammlung 2021Insgesamt 37 Sitze - Linke: 1 - SPD: 5 - Grüne: 6 - FDP: 8 - CDU: 13 - FW: 4 | GRÜNE                             | Bündnis 90/Die Grünen                       | 17,6   | 6          | 10,5   | 4          | 16,6   | 6          | 6,5    | 2          | 5,9    | 2          |
| Sitzverteilung in der Stadtverordnetenversammlung 2021Insgesamt 37 Sitze - Linke: 1 - SPD: 5 - Grüne: 6 - FDP: 8 - CDU: 13 - FW: 4 | FDP                               | Freie Demokratische Partei                  | 21,1   | 8          | 20,7   | 8          | 9,0    | 3          | 10,2   | 4          | 4,9    | 2          |
| Sitzverteilung in der Stadtverordnetenversammlung 2021Insgesamt 37 Sitze - Linke: 1 - SPD: 5 - Grüne: 6 - FDP: 8 - CDU: 13 - FW: 4 | FWS                               | Freie Wähler Seligenstadt                   | 10,1   | 4          | 12,5   | 4          | 9,5    | 4          | 7,5    | 3          | 5,5    | 2          |
| Sitzverteilung in der Stadtverordnetenversammlung 2021Insgesamt 37 Sitze - Linke: 1 - SPD: 5 - Grüne: 6 - FDP: 8 - CDU: 13 - FW: 4 | LINKE                             | Die Linke                                   | 3,5    | 1          | –      | –          | –      | –          | –      | –          | –      | –          |
| Sitzverteilung in der Stadtverordnetenversammlung 2021Insgesamt 37 Sitze - Linke: 1 - SPD: 5 - Grüne: 6 - FDP: 8 - CDU: 13 - FW: 4 | Gesamt                            | Gesamt                                      | 100,0  | 37         | 100,0  | 37         | 100,0  | 37         | 100,0  | 37         | 100,0  | 37         |
| Sitzverteilung in der Stadtverordnetenversammlung 2021Insgesamt 37 Sitze - Linke: 1 - SPD: 5 - Grüne: 6 - FDP: 8 - CDU: 13 - FW: 4 | Wahlbeteiligung in %              | Wahlbeteiligung in %                        | 56,6   | 56,6       | 49,3   | 49,3       | 49,7   | 49,7       | 47,6   | 47,6       | 56,0   | 56,0       |

Bei der Kommunalwahl 2006 kam es von einzelnen CDU-Politikern aus dem Stadtteil Froschhausen zu Wahlfälschungen, dadurch hat das Verwaltungsgericht Darmstadt die Kommunalwahl im Briefwahlbezirk des Stadtteils Froschhausen für ungültig erklärt und die Wiederholung der Briefwahl angeordnet.
Die Stadtverordnetenversammlung hat vier Ausschüsse:
1. Ausschuss für Bildung, Soziales und Kultur
2. Ausschuss für Bau und Stadtentwicklung
3. Ausschuss für Umwelt, Energie und Verkehr
4. Haupt-, Finanz- und Wirtschaftsförderungsausschuss

### Bürgermeister
Nach der hessischen Kommunalverfassung wird der Bürgermeister für eine sechsjährige Amtszeit gewählt, seit dem Jahr 1993 in einer Direktwahl, und ist Vorsitzender des Magistrats, dem in der Stadt Seligenstadt neben dem Bürgermeister hauptamtlich ein Erster Stadtrat und ehrenamtlich acht weitere Stadträte angehören. Bürgermeister ist seit dem 1. Januar 2016 Daniell Bastian (FDP). Er wurde als Nachfolger von Dagmar Nonn-Adams, die nach zwei Amtszeiten nicht wieder kandidiert hatte, am 26. Juli 2015 in einer Stichwahl bei 50,3 Prozent Wahlbeteiligung mit 50,9 Prozent der Stimmen gewählt. Es folgte eine Wiederwahl im Mai 2022.
Amtszeiten der Bürgermeister
- 2016–2027 Daniell Bastian (FDP)[24]
- 2004–2015 Dagmar Nonn-Adams[25]
- 1992–2003 Rolf Wenzel (SPD)
- 1986–1991 Karl Schmidt (CDU)[28]
- 1972–1985 Willi Brehm (CDU)
- 1963–1972 Fritz Bruder (CDU)[29]
- 1951–1963 Fritz Beike (SPD)[30]
- 1946–1951 Hermann Neubauer (CDU)[31]
- 1945–1946 Karl Nover (CDU)[31]

| Jahr           | Wahlbeteili- gung in % | Kandidaten        | Partei | Stimmen in % |
| -------------- | ---------------------- | ----------------- | ------ | ------------ |
| 2021           | 74,4                   | Daniell Bastian   | FDP    | 58,8         |
| 2021           | 74,4                   | Michael Gerheim   | SPD    | 41,2         |
| 2015 Stichwahl | 50,3                   | Daniell Bastian   | FDP    | 50,9         |
| 2015 Stichwahl | 50,3                   | Claudia Bicherl   | CDU    | 49,1         |
| 2009           | 53,4                   | Dagmar Nonn-Adams |        | 68,9         |
| 2009           | 53,4                   | Richard Georgi    | CDU    | 31,1         |
| 2001           | 60,4                   | Dagmar Nonn-Adams |        | 53,9         |
| 2001           | 60,4                   | Joachim Bergmann  | CDU    | 46,1         |
| 1995           | 64,8                   | Rolf Wenzel       | SPD    | 62,8         |
| 1995           | 64,8                   | Joachim Bergmann  | CDU    | 37,2         |

### Wappen und Flagge
| Wappen von Seligenstadt | Blasonierung: „Schild gespalten. Rechts im goldenen Feld ein halber rotbewehrter und rotbekrönter schwarzer Adler, links im roten Feld ein halbes sechsspeichiges silbernes Rad. Beide Figuren am Spalt.“                                                                     |

| Wappen von Seligenstadt | Das Wappen wurde 1952 von dem Heraldiker Georg Massoth gestaltet. Es wurde am 4. Dezember 1952 amtlich genehmigt. Das Wappen ist eine Kombination des Reichadlers und dem Mainzer Rad, welche für Seligenstadts Zeit als Reichsstadt und spätere Kurmainzer Amtsstadt stehen. |

Die Flagge wurde am 23. Oktober 1957 durch das Hessische Innenministerium genehmigt.
Flaggenbeschreibung: „Auf breiter weißer Mittelbahn, beseitet von zwei schmäleren roten Bahnen, das Gemeindewappen.“

### Städtepartnerschaften
Seligenstadt unterhält Partnerschaften mit der französischen Gemeinde Triel-sur-Seine (seit 1967), der amerikanischen Stadt Brookfield (seit September 2008) sowie der italienischen Stadt Piedimonte Matese (seit September 2010).
Im März 2008 wurde die seit 1972 mit der niederländischen Gemeinde Heel bestehende Partnerschaft beendet. Dies geschah auf Wunsch der Gemeinde Maasgouw, in die die vormaligen Gemeinden Heel, Maasbracht und Thorn zum 1. Januar 2007 fusioniert wurden. Die Partnerschaft mit Heel ging auf die Partnerschaft der früher selbständigen und jetzt zu Seligenstadt gehörenden Gemeinde Klein-Welzheim mit der niederländischen Gemeinde Wessem, die dann zu Heel gehörte, zurück.

## Kultur und Sehenswürdigkeiten

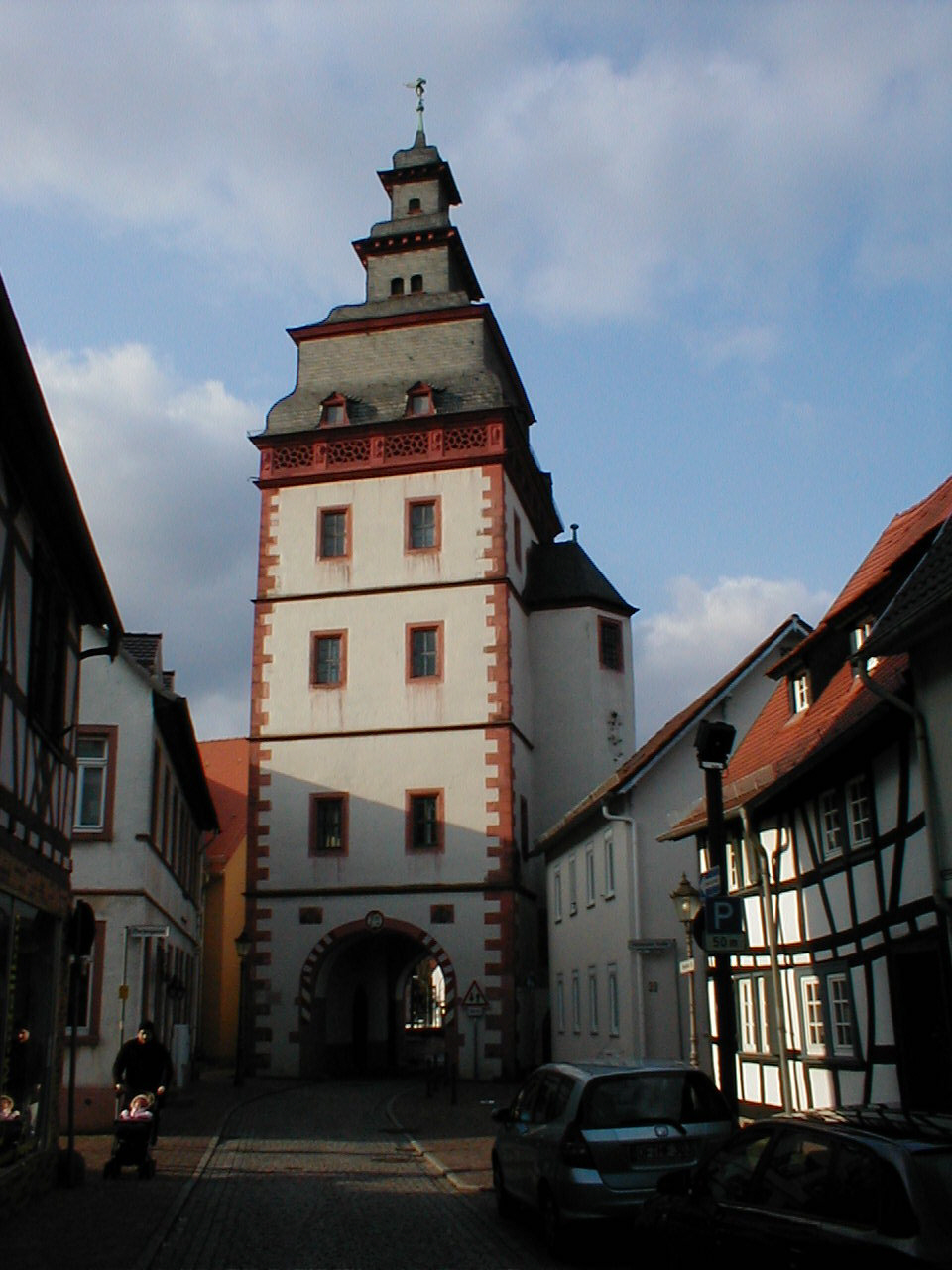
Der Steinheimer-Torturm in der Stadtmauer
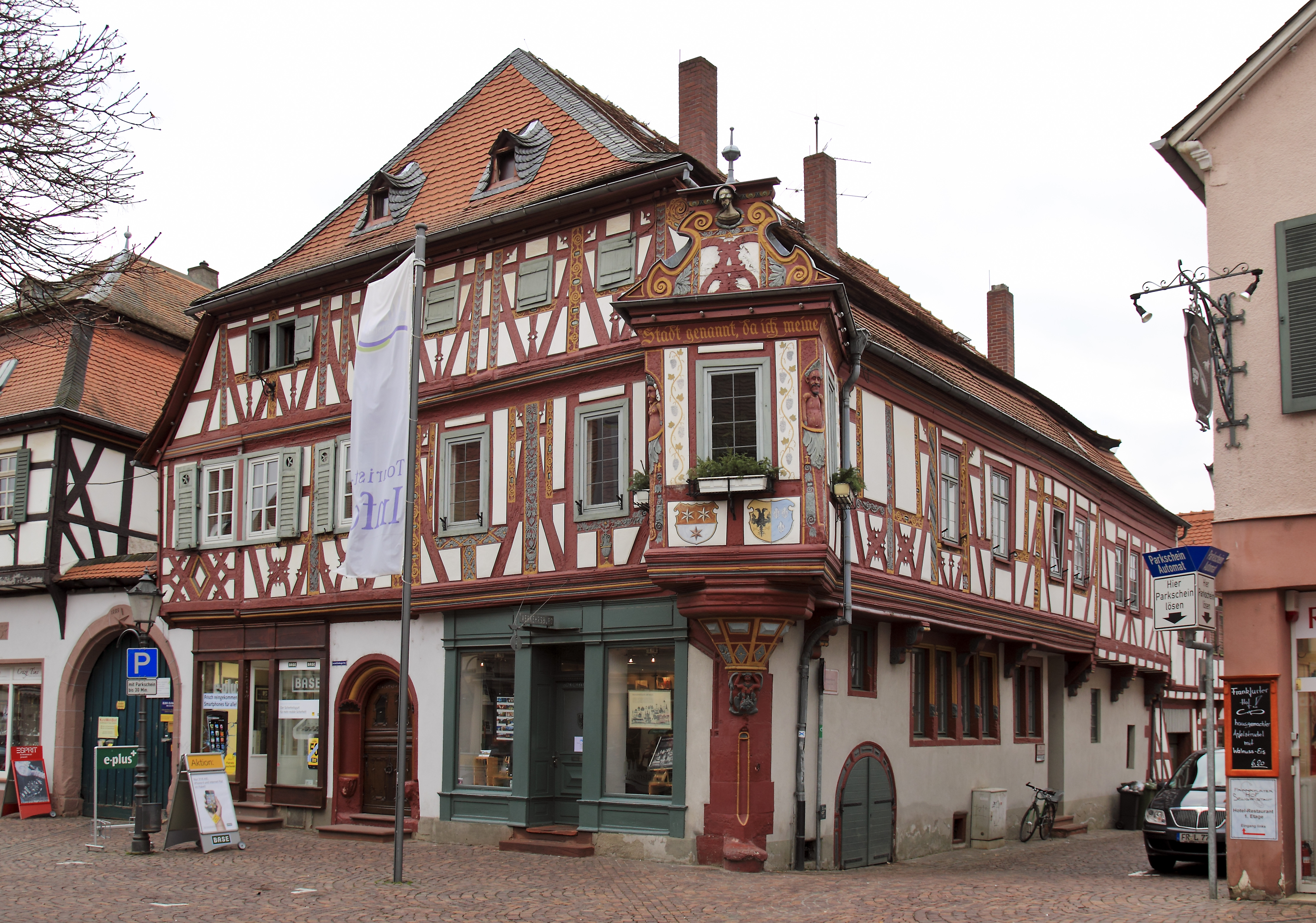
Einhardhaus
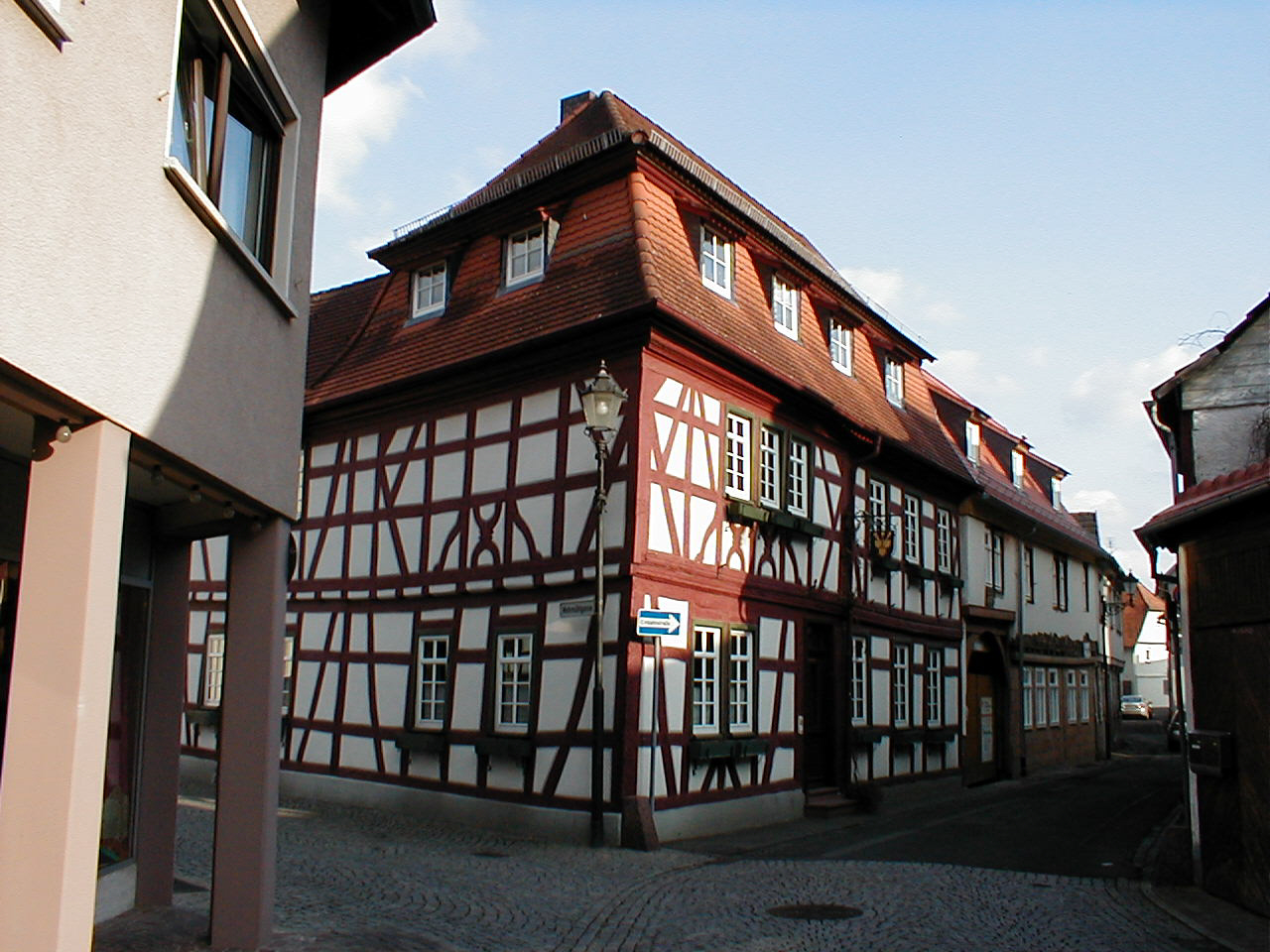
Straßenzug in der Altstadt
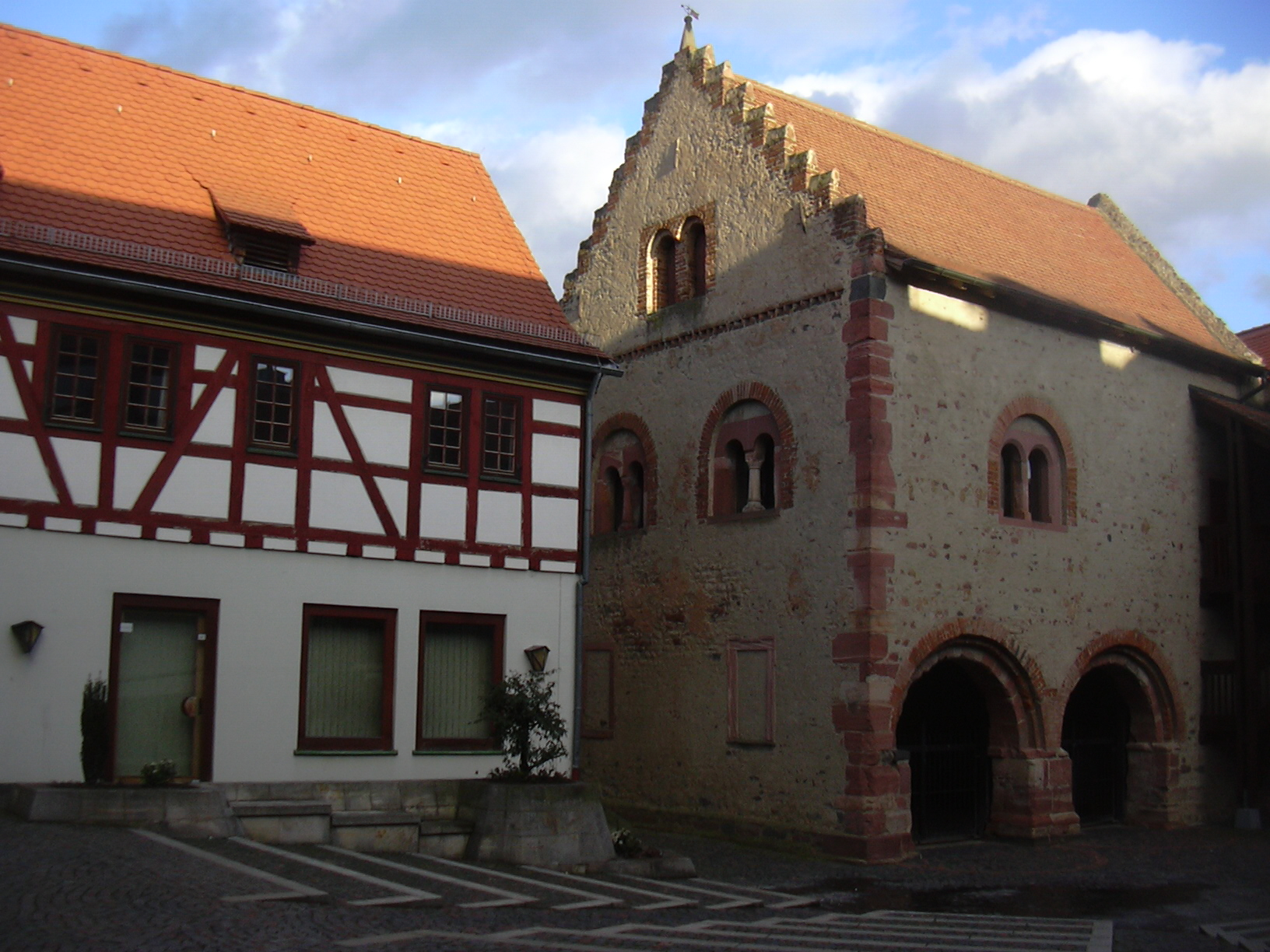
Romanisches Haus
Romanisches Haus (Detail)
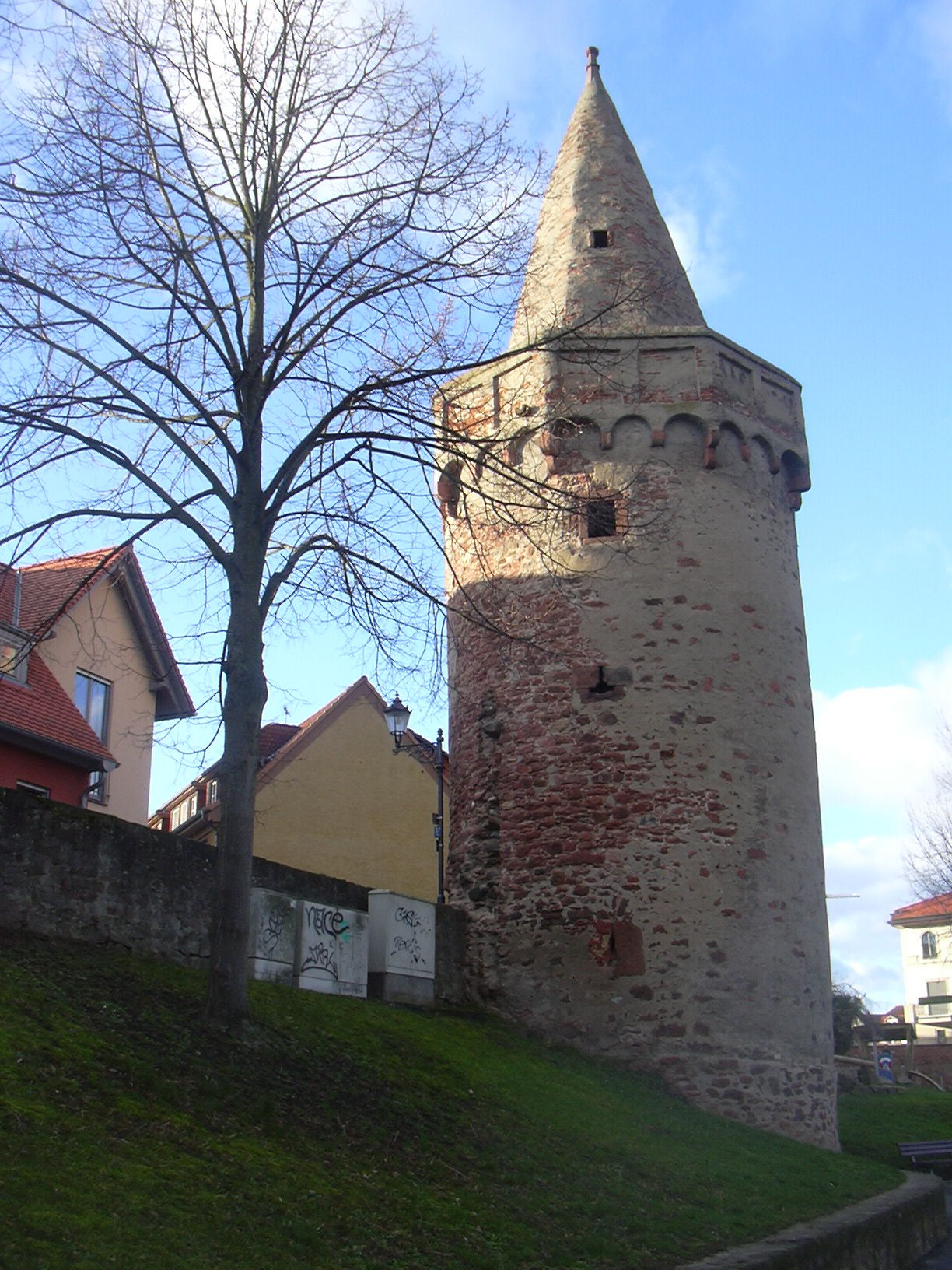
Stadtbefestigung mit Bollwerksturm
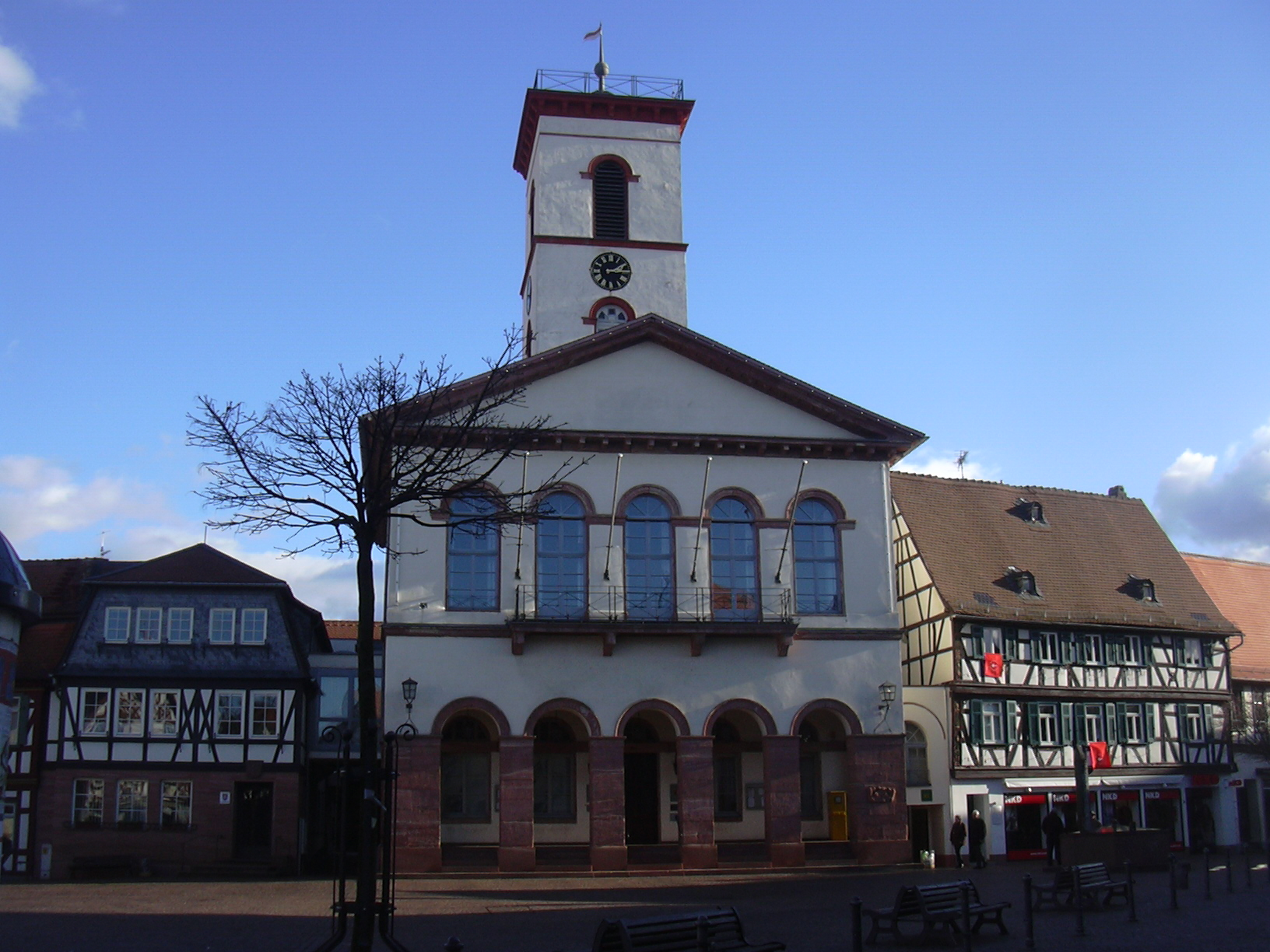
Rathaus auf dem Marktplatz
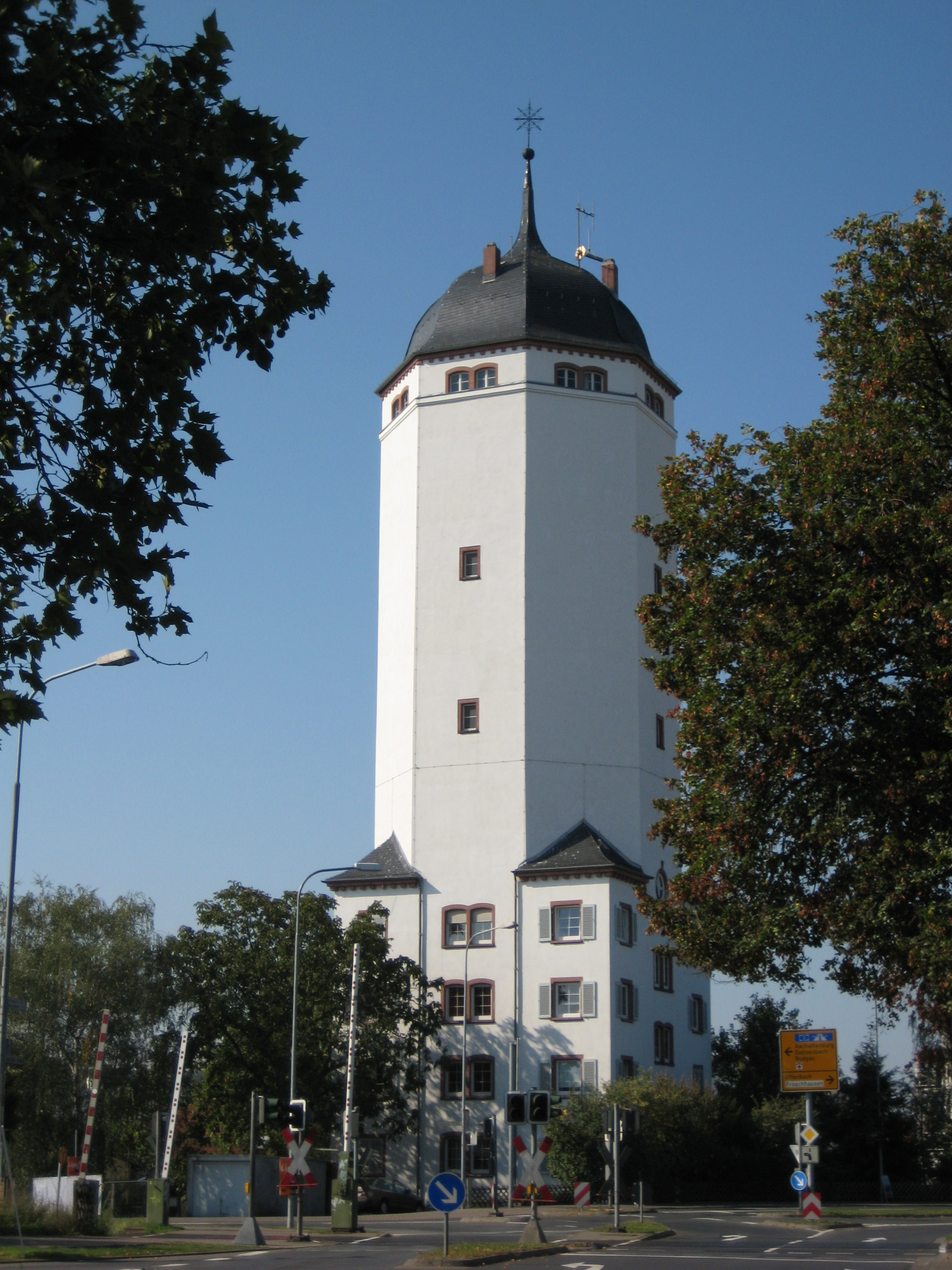
Wasserturm am Bahnübergang
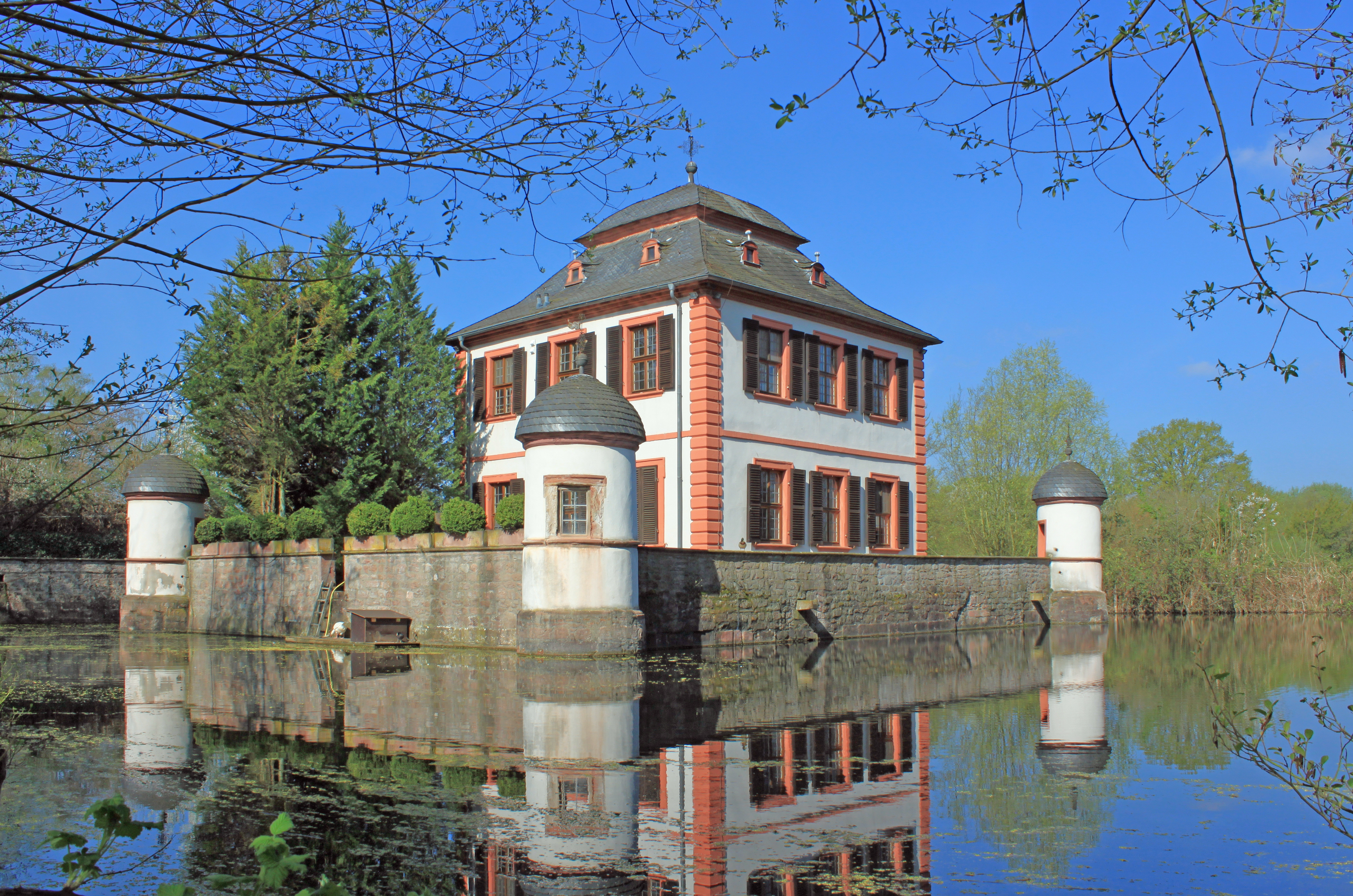
Wasserburg in Klein-Welzheim

### Sakrale Bauwerke

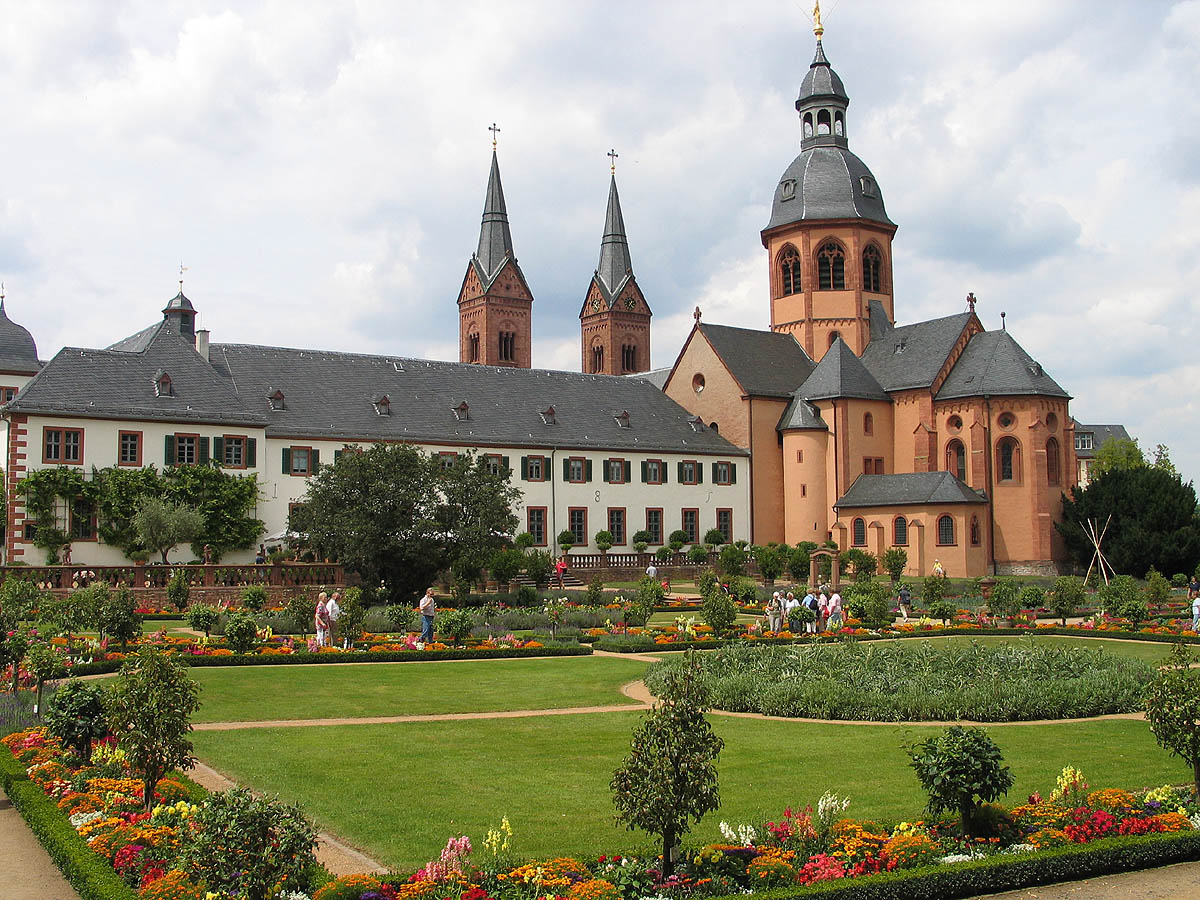
Einhard-Basilika

Bedeutendster Bau Seligenstadts ist die Einhard-Basilika St. Marcellinus und Petrus mit Reliquien der Heiligen Marcellinus und Petrus; seit 1925 trägt sie den vom Papst Pius XI. verliehenen Ehrentitel einer Basilica minor. Obwohl der Bau im Laufe der Jahrhunderte stark verändert wurde, handelt es sich dennoch um eine der eindrucksvollsten Basiliken mit karolingischer Bausubstanz nördlich der Alpen.
Die südlich angrenzende, 1803 aufgehobene Benediktiner-Klosteranlage mit barocken Flügelbauten und großflächigen Hof- und Gartenanlagen wurde in vollem Umfang restauriert.
Am Südrand des mittelalterlichen Stadtkerns, am ehemaligen Obertor, wurde 1847 im byzantinischen Stil mit romanisierenden Formen die Evangelische Kirche Seligenstadt erbaut.

### Profane Bauwerke
Aus der Zeit Friedrich Barbarossas (12. Jahrhundert) stehen noch zwei Relikte:
Vom Palatium am Mainufer, auch Rotes Schloss genannt, steht nur noch die Mainfront mit Doppel- und Dreifacharkaden mit Überfangbögen aus rotem Sandstein. Mit 47 m × 14 m Grundfläche war der Rechteckbau im Vergleich zu anderen Kaiserpfalzen klein. Die ersten Restaurierungsarbeiten fanden 1938 statt; die Rekonstruktionsarbeiten an der Süd- und Westwand sind seit 1996 im Gange.
Aus gleicher Zeit stammt das sogenannte Romanische Haus („domus lapidea“) in massiver Bauweise aus Stein, mit großen Arkaden im Sockelgeschoss, im ersten Geschoss Doppelarkaden mit Mittelsäule und Überfangbogen und einer Blendarkade unter dem Staffelgiebel. 1187 war das Gebäude Vogtei und 1188 Schauplatz des Hoftags Barbarossas. Restauriert wurde es 1984. 1986 wurde das Romanische Haus mit dem Denkmalschutzpreis des Landes Hessen ausgezeichnet. Im 21. Jahrhundert finden dort kulturelle Veranstaltungen sowie standesamtliche Trauungen statt.
Die im 12. Jahrhundert angelegte und im 15. Jahrhundert verstärkte Stadtbefestigung hatte ursprünglich vier Tortürme und sechs Bollwerktürme. Von den Stadttoren ist nur das Steinheimer Tor von 1603 bis 1605 erhalten, von den Bollwerktürmen stehen noch drei. Die Mainfront des Palatiums war in die Stadtmauer, zu der auch Wall- und Grabenanlagen gehörten, integriert. Der größte Teil der Stadtbefestigung wurde im 19. Jahrhundert abgerissen.
Das Rathaus am Marktplatz wurde 1823 erneuert und fällt als einziger klassizistischer Bau mit großen Arkaden inmitten von Fachwerkhäusern architektonisch aus dem Rahmen. Zwei Wappensteine mit Drachenköpfen vom 1539 dokumentierten Vorgängerbau sind integriert. Der quadratische Turm stammt von der ehemaligen Pfarrkirche, die abgerissen wurde, als die städtische Pfarrei die Einhard-Basilika 1812 nach Aufhebung der Benediktinerabtei übernahm.
Der im Jahre 1938 erbaute, 51,70 Meter hohe Wasserturm ist als Kulturdenkmal in der Denkmaltopographie der Bundesrepublik Deutschland aufgeführt. Auffällig ist seine „pickelhaubenförmige“ Dachkonstruktion, die einem barocken Schlossturm gleicht. Der ursprüngliche Wasserhochbehälter, der 500 m³ Wasser aufnehmen konnte und für den nötigen Druck im Trinkwassernetz sorgte, beherbergt heute Nistkästen für Turmfalken und sechs verschiedene Antennen für die Feuerwehr, den Katastrophenschutz und Mobilfunknetzbetreiber. Bis in die 1990er Jahre wurde in dem Wassertank Löschwasser für das angrenzende Krankenhaus gespeichert.

### Fachwerkarchitektur

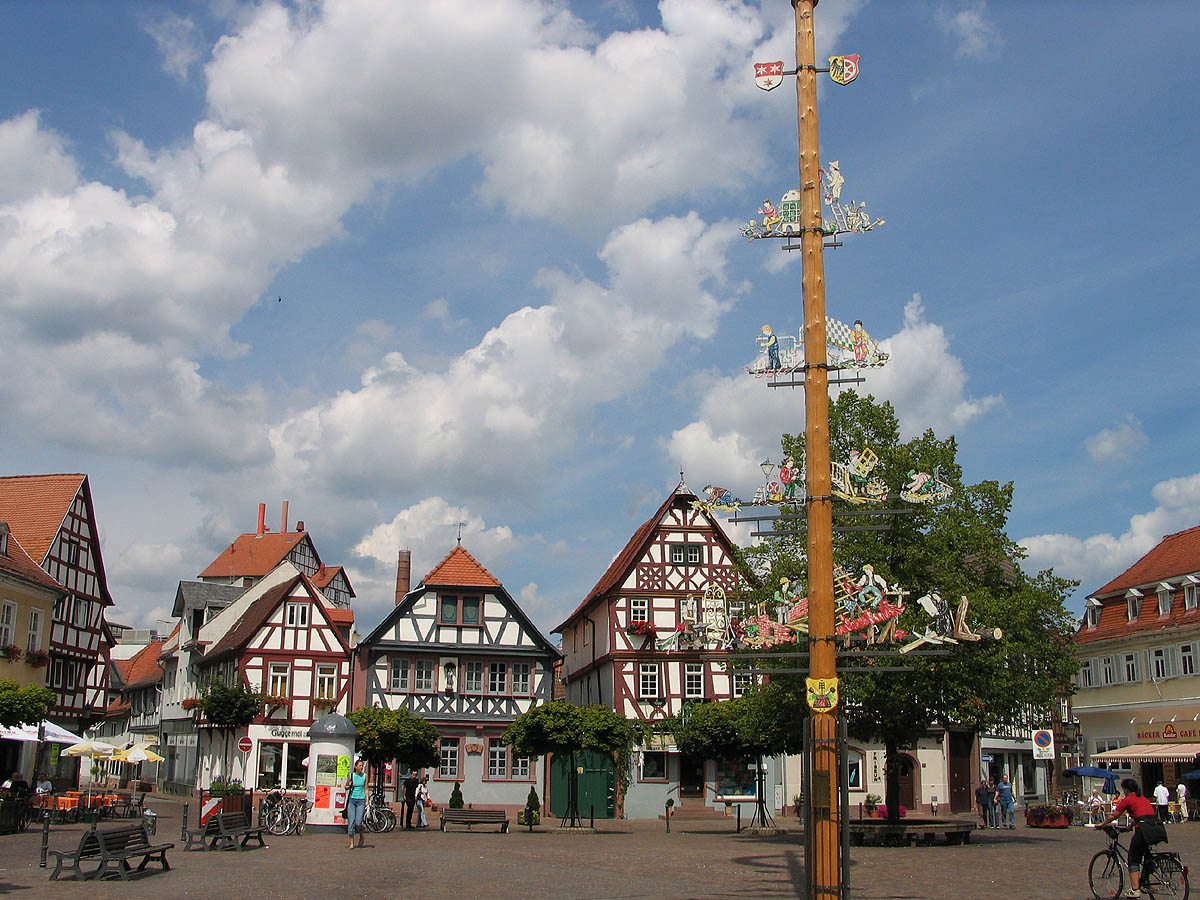
Marktplatz

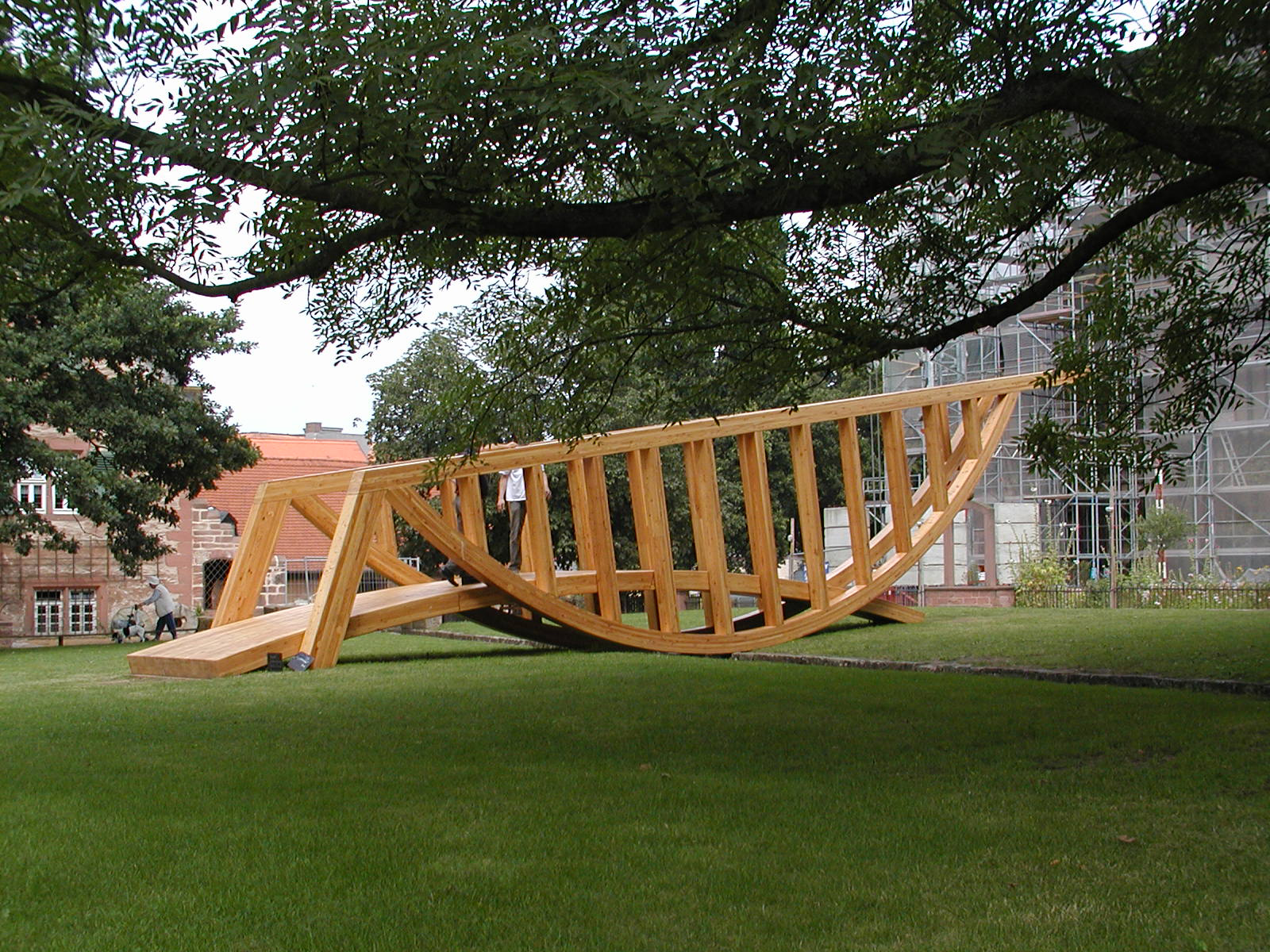
„Schiffsbrücke“ im Klosterhof (sie war Teil einer temporären Ausstellung und stand bis 2020 am Main zwischen Seligenstadt und Klein-Welzheim)

Seligenstadt besitzt eine Vielzahl von historischen Gebäuden und Fachwerkhäusern aus dem 17. und 18. Jahrhundert, die teilweise unter Denkmalschutz stehen. Deshalb ist die Stadt auch Teil einer der neun Routen der Deutschen Fachwerkstraße (Route Rhein-Main-Odenwald).
Die meisten dieser zwei- bis dreigeschossigen Fachwerkhäuser gibt es am Marktplatz und in den umliegenden Straßenzügen (insbesondere Steinheimer Straße, Kleiner und Großer Fischergasse, Kleiner und Großer Maingasse, Freihofstraße). Beispiele sind am Markt die Alte Schmiede (Nr. 13, heute Restaurant), Markt 7 und 10, die historische Apotheke mit Emblem des Apothekers mit Mörser, das sogenannte Einhard-Haus von 1596 mit reich dekoriertem Erker, das Haus Steinheimer Straße/Ecke Stadtmühlengasse (1697), Freihofplatz 3 (1567), das kleine Haus Freihofstraße 4 (Andenkenladen) und viele andere.
Mit dem Fachwerk-Viertel Klaa-Frankreich in der Rosengasse hat es eine besondere historische Bewandtnis: Nach dem Dreißigjährigen Krieg siedelte Abt Leonhard Colchon Menschen aus seiner wallonischen Heimat hier an, nachdem die lokale Bevölkerung durch Kampfhandlungen, Hungersnot und Pest dezimiert war. Personennamen wie Beike, Massoth, Bonifer, Dutine, Oger und Assion deuten noch auf diese frankophone Besiedlung hin.

### Bauwerke außerhalb des Stadtzentrums
- Im Stadtteil Klein-Welzheim liegt bei den historischen Klosterfischteichen eine Wasserburg im Stil einer mittelalterlichen Burg, jedoch mit barocken Anbauten, die sich der Seligenstädter Abt 1707 als Sommersitz gestaltete. Sie ist Teil des Regionalparks Rhein-Main.
- Im Stadtteil Froschhausen hat das ehemalige Rathaus der Gemeinde eine besondere Bedeutung. Bei der Erbauung im Jahre 1939 wurde die an dieser Stelle stehende ehemalige Kirche der Gemeinde abgebrochen. Der Kirchturm wurde allerdings in das neue Rathausgebäude integriert. Im alten Ortskern Froschhausens stehen einige weitere schmucke Fachwerkgebäude.

### Museen
- Ehemalige Benediktinerabtei[38]
- Fastnachtsmuseum[39]
- Flipper- und Arcademuseum Seligenstadt
- Galerie des Kunstforums Seligenstadt im „Alten Haus“[40]
- RegioMuseum Seligenstadt (Regionalmuseum des Kreises Offenbach)[41]

### Einhard-Preis
Zur Pflege des Erbes Einhards wurde 1998 eine rechtsfähige Stiftung bürgerlichen Rechts errichtet. Zweck der Stiftung ist es, die Idee der europäischen Einigung auf der Ebene einer traditionsreichen Stadt anschaulich und die Wurzeln der europäischen Nationen sichtbar zu machen. Der Stiftungszweck wird insbesondere durch die Vergabe eines nach Einhard benannten Literaturpreises sowie die wissenschaftliche Pflege des Andenkens und die Erforschung Einhards und seiner Zeit verwirklicht.

### Sport
Es gibt zwei Tennisanlagen, ein Städtisches Sportzentrum, fünf Sportanlagen und sieben Turnhallen.
1965 wurde in Seligenstadt das Freischwimmbad mit vier Beckenbereichen eröffnet. Es findet Trainingsbetrieb statt.
2021 bewarb sich die Stadt als Host Town für die Gestaltung eines viertägigen Programms für eine internationale Delegation der Special Olympics World Summer Games 2023 in Berlin. 2022 wurde sie als Gastgeberin für Special Olympics Trinidad und Tobago ausgewählt. Die Delegation bestand aus 16 Personen. Damit wurde die Stadt Teil des größten kommunalen Inklusionsprojekts in der Geschichte der Bundesrepublik mit mehr als 200 Host Towns.

### Vereine
Die Vereinskultur ist ein wichtiger Bestandteil der Seligenstädter Identität. Über 190 Vereine sind in der Stadt ansässig.
Als Dachorganisation der Seligenstädter Vereine ist der Heimatbund Seligenstadt tätig, diesem gehören neben den Seligenstädter Vereinen auch vereinzelt Vereine aus den Stadtteilen an. In den Stadtteilen bestehen jeweils der Vereinsring Froschhausen und der Vereinsring Klein-Welzheim. Dem Vereinsring Froschhausen sind rund 30 Vereine und Verbände, dem Vereinsring Klein-Welzheim rund 15 Vereine und Verbände angeschlossen.

## Wirtschaft und Infrastruktur

### Verkehr
Seligenstadt hat eine eigene Autobahnanschlussstelle an der Bundesautobahn 3. Das nach Seligenstadt benannte Seligenstädter Dreieck liegt etwas weiter östlich auf der Grenze der Gebiete der beiden Nachbargemeinden Mainhausen und Stockstadt am Main (Bayern).

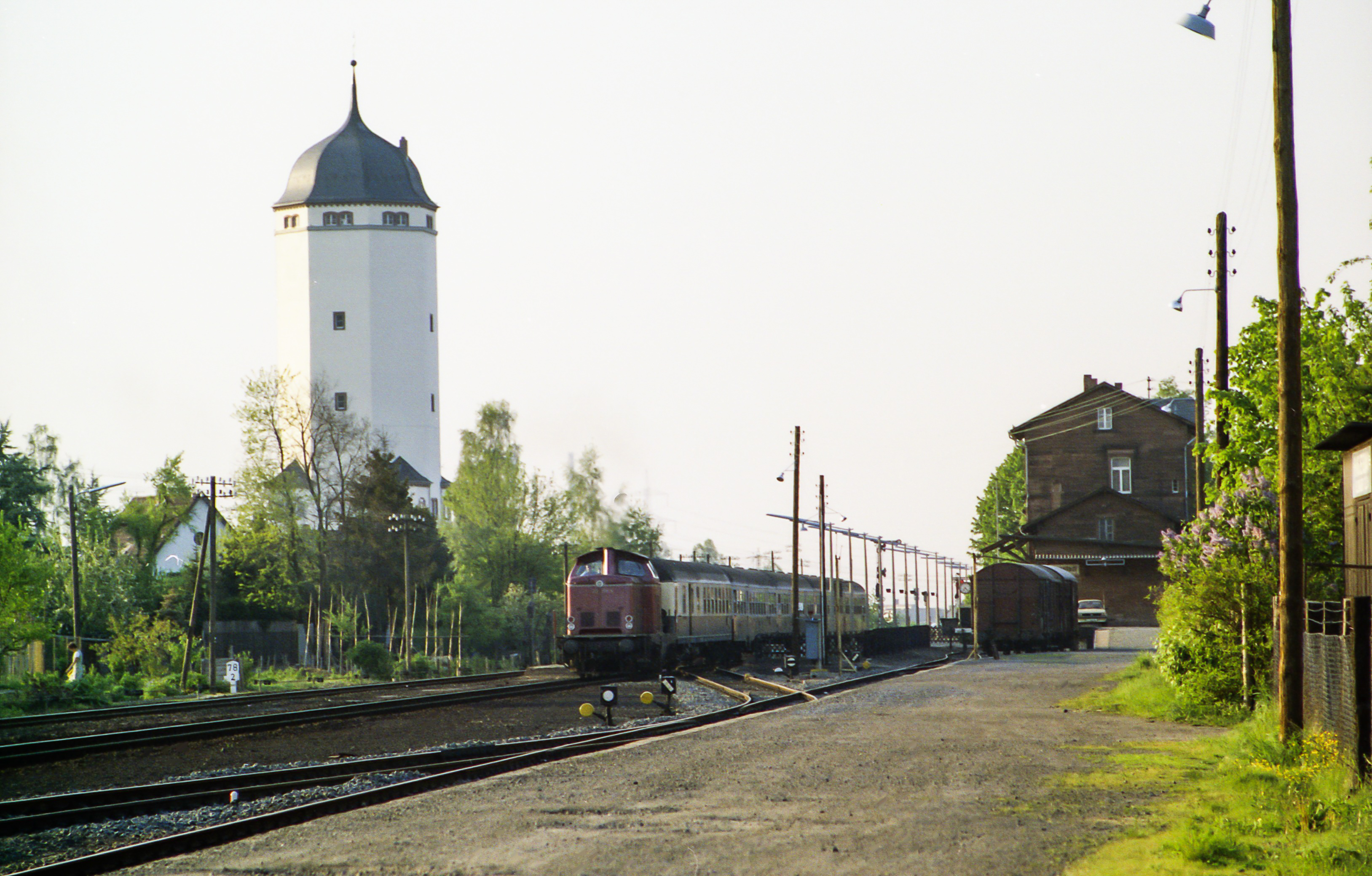
Bahnhof Seligenstadt 1980

Der Bahnhof Seligenstadt liegt an der Bahnstrecke Hanau–Groß-Umstadt-Wiebelsbach(–Erbach), die Kursbuchstrecke 641 der Deutschen Bahn (Odenwaldbahn), die am 1. Mai 1882 eröffnet wurde.
Der Bahnhof Seligenstadt (Hessen) verfügt über zwei Bahnsteige sowie eine Kreuzungsmöglichkeit für die Züge, die aber planmäßig nicht benötigt wird. Die VIAS Rail GmbH fährt im Auftrag des RMV im Stundentakt die Linie RB86 von Groß-Umstadt-Wiebelsbach nach Hanau und umgekehrt. Ebenfalls im Stundentakt verkehrt die Linie RE85 von Frankfurt nach Babenhausen(Hess) und teilweise weiter nach Groß-Umstadt-Wiebelsbach und Erbach(Odw.) sowie entgegengesetzt
Im Öffentlichen Personennahverkehr (ÖPNV) wirkt die Kreis-Verkehrs-Gesellschaft Offenbach (KVG) als Lokale Nahverkehrsgesellschaft und Aufgabenträger im Rhein-Main-Verkehrsverbund.

### Radfernwege
Am linken Mainufer verlaufen:
- Der Main-Radweg führt von den beiden Quellen des Mains entlang des Flusses bis zu dessen Mündung in den Rhein bei Mainz. Er hat eine Gesamtlänge von etwa 600 Kilometern.
- Die D-Route 5 (Saar-Mosel-Main) über 1021 km von Saarbrücken über Trier, Koblenz, Mainz, Frankfurt am Main, Würzburg und Bayreuth bis zur tschechischen Grenze.
- Der Deutsche Limes-Radweg folgt dem Obergermanisch-Raetischen Limes über 818 km von Bad Hönningen am Rhein nach Regensburg an der Donau.

### Gerichte
Seligenstadt verfügt über ein Amtsgericht, das zum Landgerichtsbezirk Darmstadt und zum OLG-Bezirk Frankfurt am Main gehört.

### Medien
- Offenbach-Post – das Verlagshaus hat seinen Sitz in Offenbach am Main und berichtet regelmäßig im Regionalteil über Seligenstadt.
- Seligenstädter Heimatblatt – erscheint seit 1949 einmal wöchentlich. Herausgeber ist das Pressehaus Bintz-Verlag GmbH & Co.KG, Offenbach.
- Kurier am Marktplatz – berichtet über Seligenstadt und die umliegenden Gemeinden Mainhausen und Hainburg.
- Das Webportal „Unser Seligenstadt“ ist eine gemeinschaftliche Initiative der Stadt Seligenstadt, des örtlichen Gewerbevereins und der SeligenStadtMarketing GmbH.
- Der Seligenstädter – Monatsmagazin und Stadtillustrierte. Wird vom Verlag Rackmedia in Seligenstadt herausgegeben.
- Seit 2020 bringt das Online-Regionalportal „'s Blättsche“ aus der Region Nachrichten und geschichtliche Themen.[53]

### Naturschutz

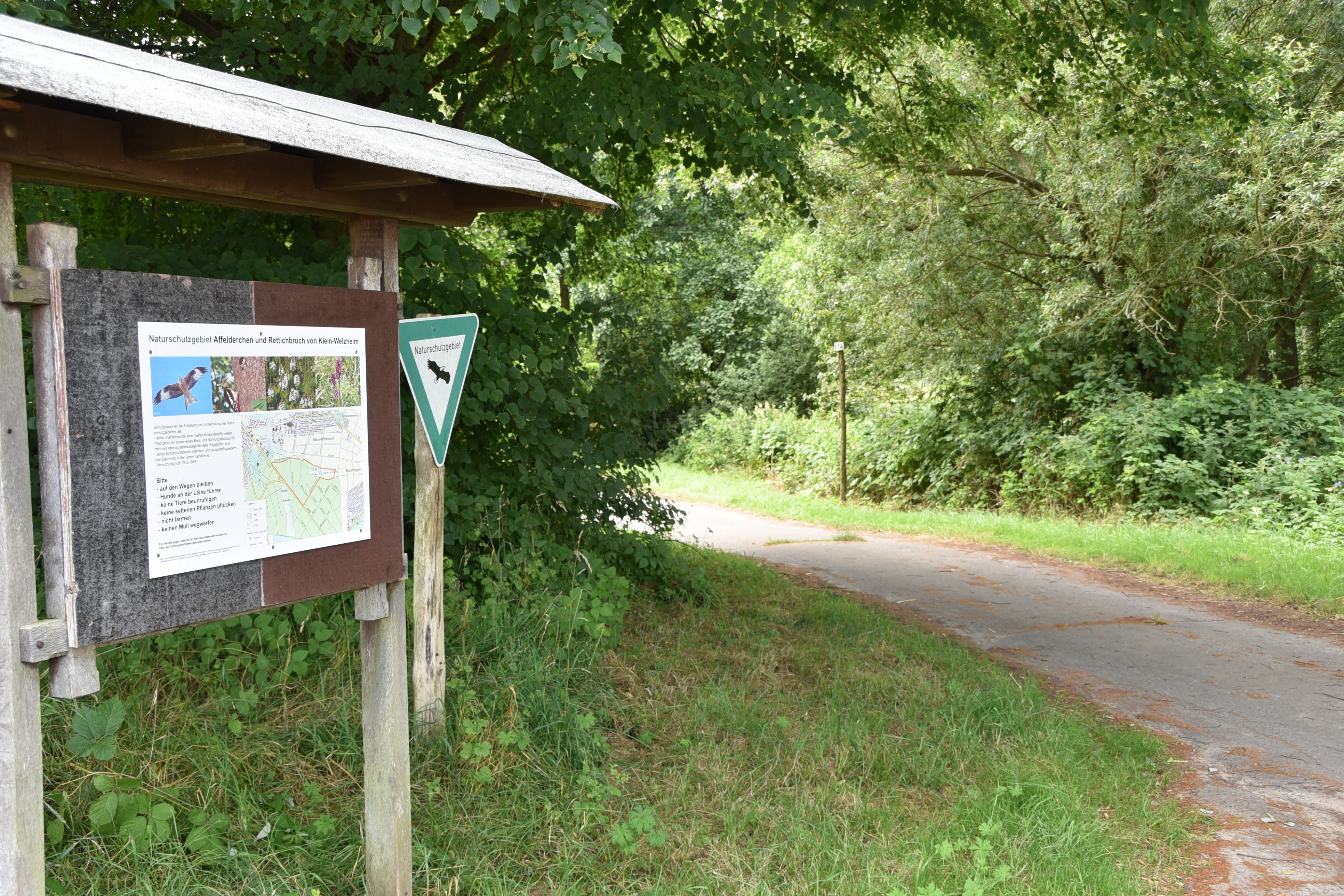
NSG Affelderchen und Rettichbruch von Klein-Welzheim

Das Naturschutzgebiet Affelderchen und Rettichbruch von Klein-Welzheim (NSG-Kennung 1438007) liegt zwischen dem Seligenstädter Stadtteil Klein-Welzheim im Norden und der Landesstraße L 2310 im Süden im Naturraum Seligenstädter Senke. Es umfasst einen rund 51,23 Hektar großen Waldbestand, welcher sich im Stadtgebiet von Seligenstadt befindet.
Verschiedene Orchideenarten (Dactylorhiza- und Epipactis-Arten), Fieberklee (Menyanthes trifoliata), Sumpf- und Wiesen-Schwertlilie (Iris pseudacorus und Iris sibirica) und Sumpffarn (Thelypteris palustris) können als floristische Besonderheiten genannt werden. Die artenreichen Wiesen werden durch ein angepasstes Mähkonzept zur optimalen Jahreszeit gepflegt. Dadurch haben sich in den letzten Jahren die Pflanzenbestände positiv entwickelt. Im Affelderchen brüten unter anderem Neuntöter und Teichrohrsänger, der Kuckuck tritt als Brutparasit auf. Der Pirol ist regelmäßiger Brutvogel im Rettichbruch.
Schutzzweck ist die Erhaltung und Entwicklung des Naturschutzgebietes als eines Standortes für eine Vielfalt in Hessen und in der Bundesrepublik Deutschland bestandsgefährdeter Pflanzenarten sowie eines Brut- und Nahrungsbiotops für mehrere ebenso bestandsgefährdete Vogelarten. Seit mindestens 2015 breitet sich zunehmend auch der Waschbär in dem wasserreichen Naturschutzgebiet und der Umgebung als Neozoon aus.

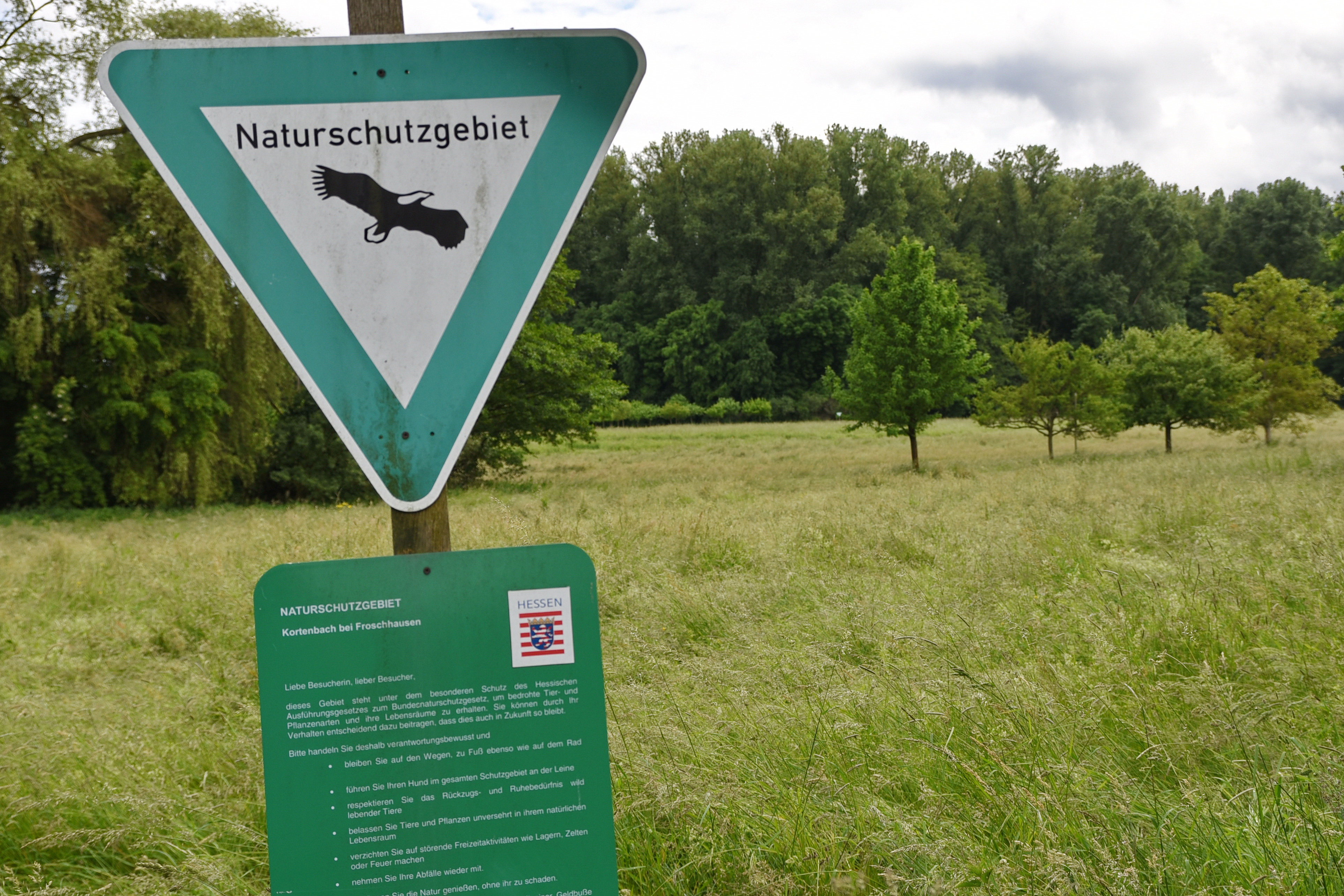
NSG Kortenbach bei Froschhausen

Das Naturschutzgebiet Kortenbach bei Froschhausen (NSG-Kennung 1438029) liegt zwischen Seligenstadt und Froschhausen sowie im Süden zwischen der Autobahn A3, der Landesstraße L 2310 und einem Golfplatz. Es umfasst einen rund 40,5 Hektar großen Waldbestand im Stadtgebiet von Seligenstadt.
Im NSG stehen bodenfrische Laubwälder und Hartholzaue-Reliktwälder mit wertvollen Altbeständen; das Gebiet wird vom Werniggraben durchflossen. Die alten Flatterulmen (Ulmus laevis) im NSG sind durch Grundwasserabsenkungen gefährdet.
Zweck der Unterschutzstellung ist es, einen aus bodenfrischen Laubwäldern und Hartholzaue-Reliktwäldern mit wertvollen Altbeständen bestehenden Wald und den Werniggraben mit angrenzenden landwirtschaftlich genutzten Flächen als Lebensraum zahlreicher gefährdeter Tier- und Pflanzenarten zu erhalten und zu entwickeln.

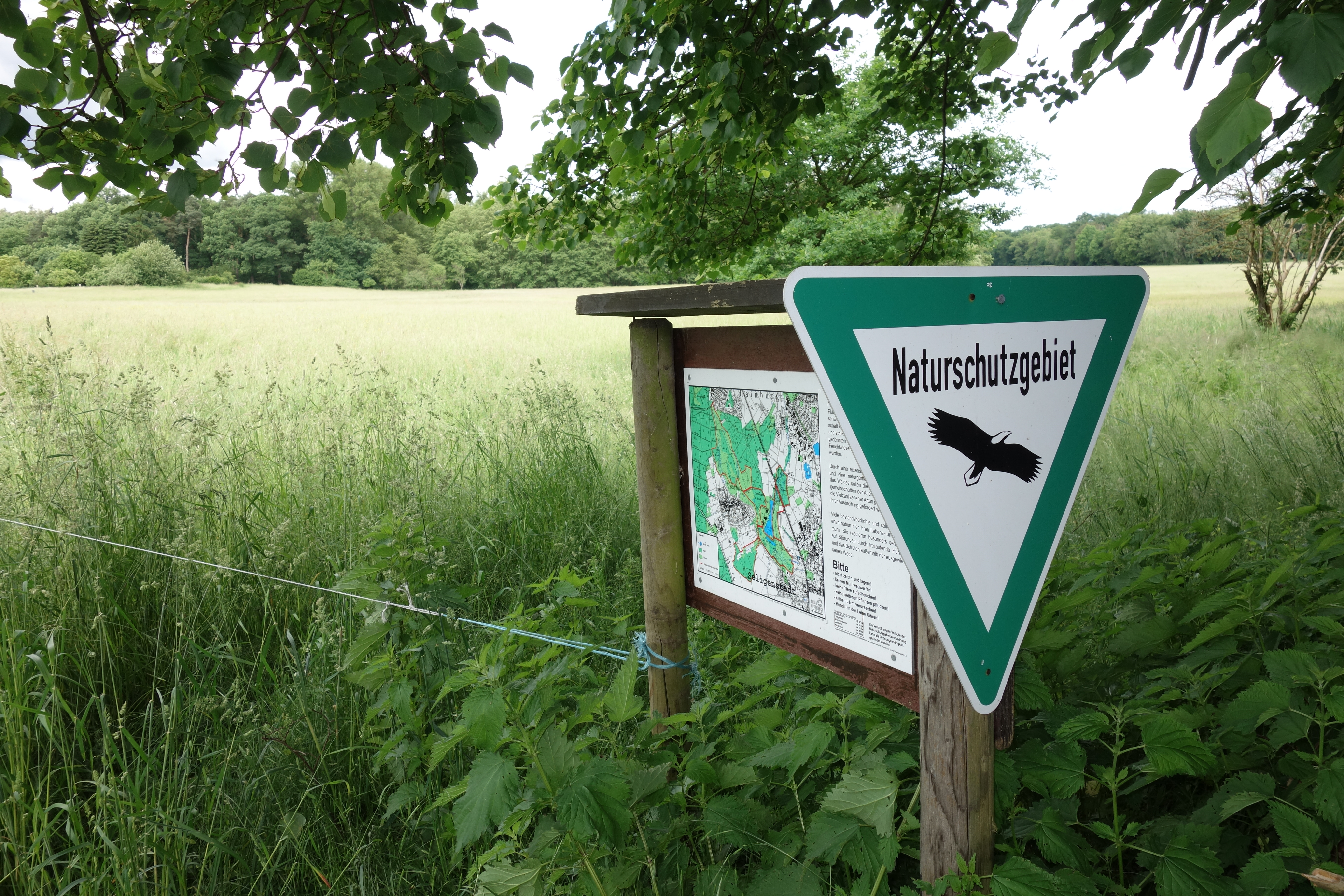
NSG Langhorst von Hainburg und Seligenstadt

Das Naturschutzgebiet Langhorst von Hainburg und Seligenstadt (NSG-Kennung 1438025) liegt zwischen dem Hainburger Ortsteil Hainstadt und dem Seligenstädter Stadtteil Froschhausen.
Es umfasst einen rund 82,27 Hektar großen Waldbestand, welcher sich im Stadtgebiet von Seligenstadt und Hainburg befindet. Es besteht aus typischen und besonders reizvollen Landschaftselementen der holozänen Mainaue mit naturnahen, arten- und strukturreichen Laubwäldern sowie ausgedehnten Grünlandzügen mit wertvollen Feuchtwiesen. Sie werden von Werniggraben und Weihersbach durchflossen.
Diese Bäche sind landschaftshistorisch gesehen Relikte nacheiszeitlicher Mainarme. Die Wiesen- und Grünlandnutzung ist weitgehend extensiviert worden.
Zweck der Unterschutzstellung ist es, typische und besonders reizvolle Landschaftselemente der holozänen Mainaue mit naturnahen, arten- und strukturreichen Laubwäldern und ausgedehnten Grünlandzügen mit wertvollen Feuchtwiesen zu erhalten und zu entwickeln.

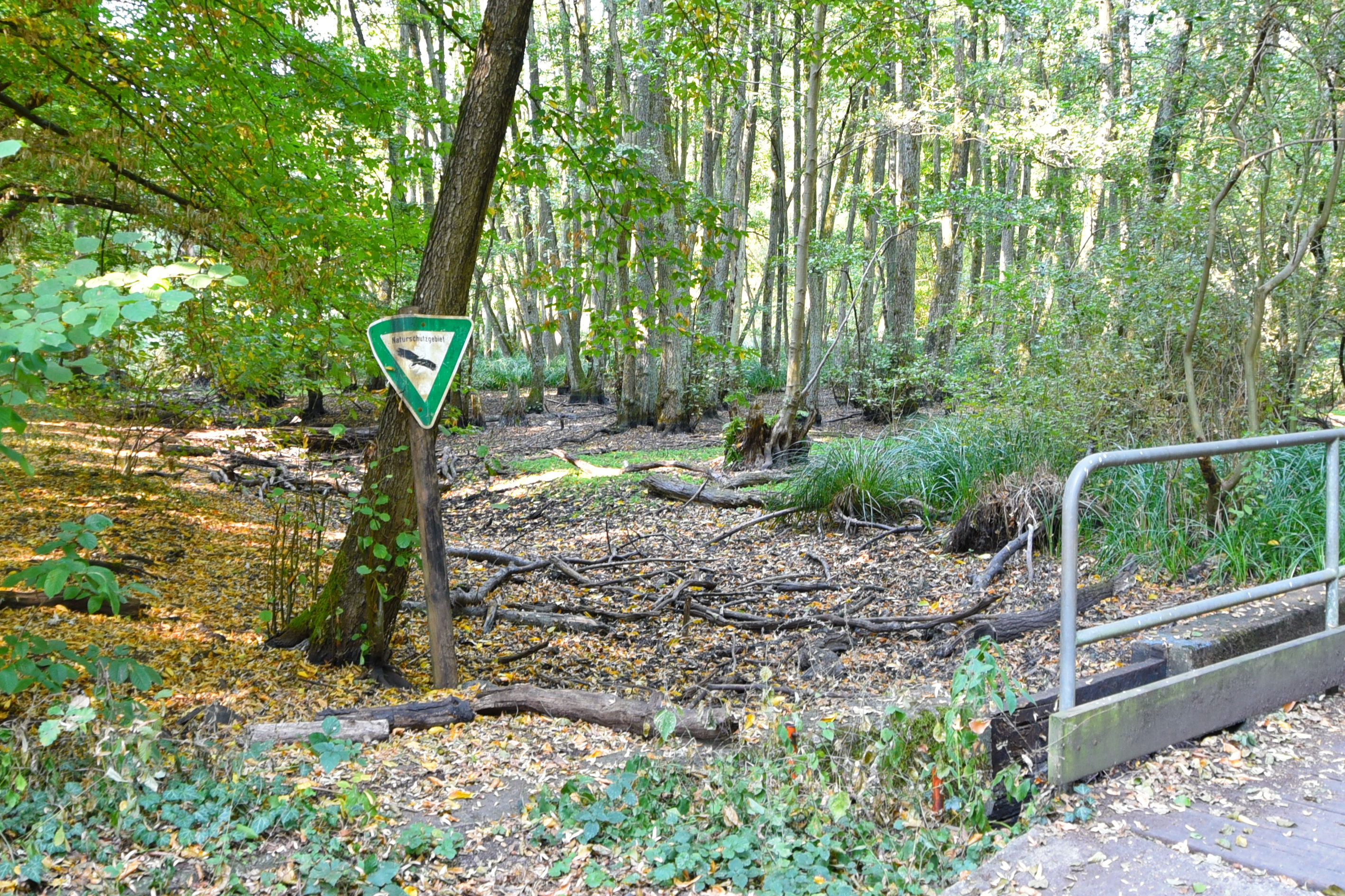
NSG Pechgraben bei Klein-Krotzenburg

Das Naturschutzgebiet Pechgraben bei Klein-Krotzenburg (NSG-Kennung 1438022) liegt zwischen Seligenstadt und Klein-Krotzenburg.
Es umfasst einen rund 34,04 Hektar großen Waldbestand im Stadtgebiet von Seligenstadt. Es setzt sich aus naturnahen Laubwäldern, Feuchtgrünland, Röhrichten und Großseggenrieden zusammen und wird vom namengebenden Pechgraben durchflossen, ein letztes Relikt einer nacheiszeitlichen Flutrinne des Mains.
Zweck der Unterschutzstellung ist es, einen besonders arten- und strukturreichen Teil der holozänen Mainaue mit naturnahen Laubwäldern, wertvollem Feuchtgrünland, Röhrichten und Großseggenriedern als Lebensraum zahlreicher gefährdeter Tier- und Pflanzenarten zu erhalten und zu entwickeln.

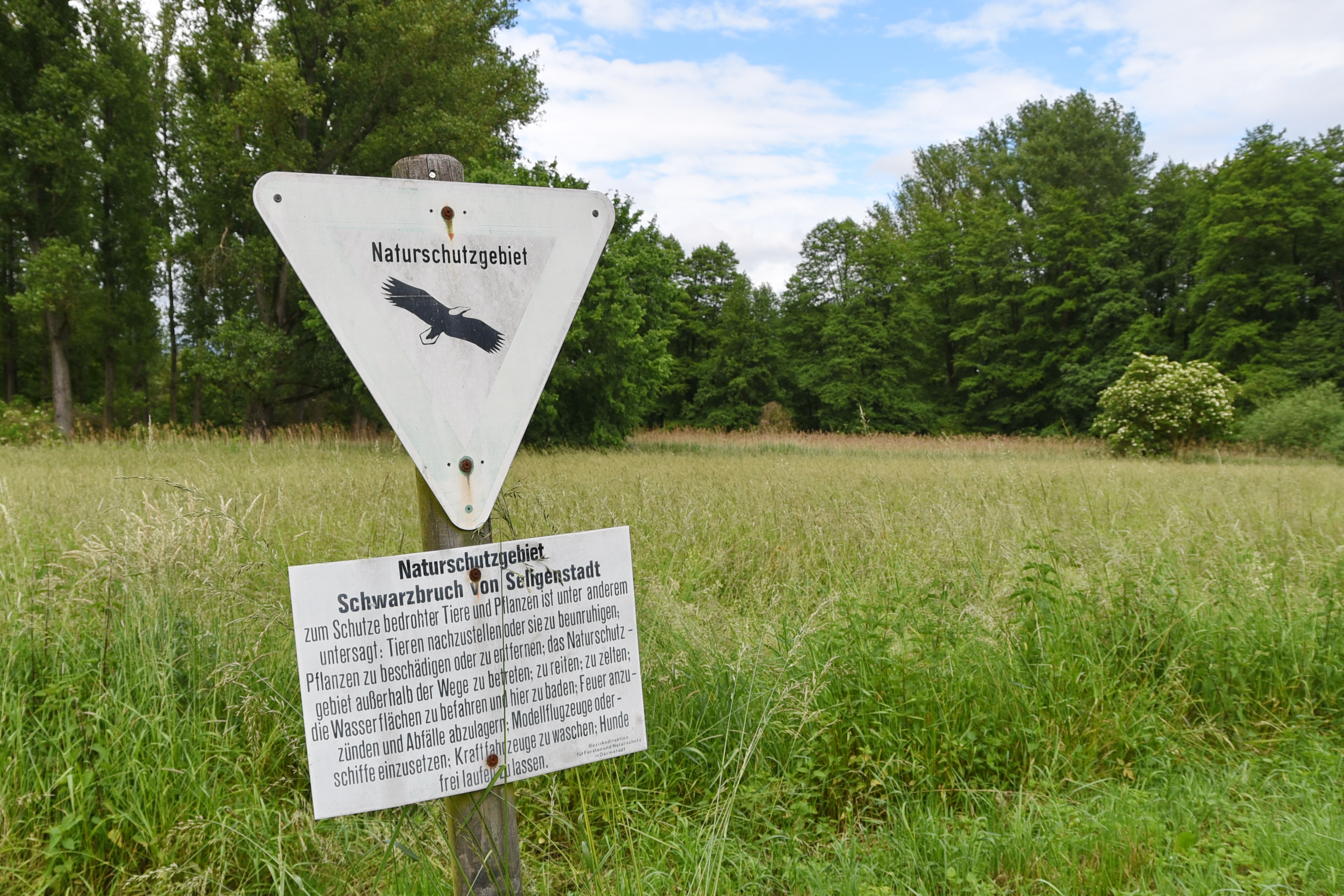
NSG Schwarzbruch von Seligenstadt

Das Naturschutzgebiet Schwarzbruch von Seligenstadt (NSG-Kennung 1438018) liegt im Westen von Seligenstadt zwischen der Landesstraße L 2310 und dem Harressee in Froschhausen und umfasst einen rund 34 Hektar großen Waldbestand im Stadtgebiet von Seligenstadt.
Mit identischem Flächenzuschnitt ist das Naturschutzgebiet auch als FFH-Gebiet DE-5919-303 NSG Schwarzbruch von Seligenstadt und NSG Pechgraben bei Seligenstadt ausgewiesen. Dadurch gehört es zum europäischen Schutzgebietsnetz Natura 2000.
Der Schwarzbruch ist Teil der holozänen Mainaue mit großflächigem Feuchtgrünland, Laubwaldbeständen und mehreren Teichen. Er ist aus einem verlandeten, nacheiszeitlichen Altarm des Mains entstanden. Durch den Abbau der dortigen, bis zu zwei Meter starken Torfschicht bildeten sich Tümpel und Teiche – ein idealer Lebensraum für Amphibien. Früher waren dort Grasfrosch und Erdkröte sehr zahlreich; nach dem Bau eines Golfplatzes gingen ihre Bestände deutlich zurück.
Zweck der Unterschutzstellung ist es, einen besonders arten- und strukturreichen Teil der holozänen Mainaue mit naturnahen Laubwäldern, wertvollem Feuchtgrünland, Röhrichten und Großseggenriedern als Lebensraum zahlreicher gefährdeter Tier- und Pflanzenarten zu erhalten und zu entwickeln. Die Landschaft entstand aus einem nacheiszeitlichen Mainarm, verlandet zu einer Torfschicht. Durch dessen Abbau entstanden Tümpel und Teiche. Diese Laichgewässer für Amphibien sind jedoch durch Gebüsch-Sukzession und Beschattung gefährdet.

### Schulen
- Alfred-Delp-Schule in Froschhausen
- Don-Bosco-Schule
- Emma-Schule Seligenstadt
- Einhardschule Seligenstadt
- Freie Schule Seligenstadt gegründet in Klein-Welzheim, jetzt in Mainhausen
- Gerhart-Hauptmann-Schule in Klein-Welzheim, wurde in die Merianschule integriert.[69]
- Merianschule Seligenstadt[69]
- Konrad-Adenauer-Schule
- Merianschule Seligenstadt
- Walinusschule in Klein-Welzheim

### Sicherheit
- Die Polizei-Station Seligenstadt des PPSOH sitzt im ehemaligen Amtsgericht Seligenstadt in der Giselastraße und ist zuständig für die Kommunen Seligenstadt, Mainhausen und Hainburg.
- Die Stadt Seligenstadt betreibt drei Freiwillige Feuerwehren mit rund 120 aktiven Einsatzkräften. Die Feuerwehr der Kernstadt ist im Feuerwehrhaus in der Frankfurter Straße 31 mit 13 Fahrzeugen und 60 Feuerwehrfrauen- und Männer untergebracht. Die Einsatzkräfte rücken im Jahr rund 160 Mal zu Einsätzen aus. Zu den Einsatzschwerpunkten gehört die Bundesautobahn 3 und 45 sowie die Wasserschifffahrtsstraße Main. In den Stadtteilen Klein-Welzheim und Froschhausen bestehen außerdem Einsatzabteilungen mit jeweils 30 Einsatzkräften und drei Fahrzeugen. Die Stadtteile werden im Schnitt pro Jahr zu 30 Alarmen gerufen. Oberhaupt der Feuerwehren ist laut dem HBKG der amtierende Bürgermeister. Die führenden Aufgaben übernimmt jedoch der Stadtbrandinspektor Alexander Zöller und sein Stellvertreter Thorsten Ott (gewählt 2014, auf vier Jahre). Hauptamtliche Kräfte sind tagsüber zwei Personen.[70]
- Der hauptamtliche Rettungsdienst des Kreises Offenbach ist in der Seligenstädter Asklepios Klinik sowie auf der Autobahnraststätte Weiskirchen mit je zwei RTW stationiert. Zudem befindet sich ein NEF-Standort im Industriegebiet Froschhausen nahe der Autobahnraststätte Weiskirchen. Der NEF-Standort sowie der RTW-Standort auf der Autobahnraststätte werden im Jahr 2016 in einen Rettungswachen-Neubau im Froschhäuser Industriegebiet zusammengelegt.
- Der DRK-Ortsverein Seligenstadt hat sein Domizil mit 32 aktiven Einsatzkräfte im Seligenstädter Norden.
- Der THW-Ortsverband Seligenstadt hat sein Domizil ebenfalls im Seligenstädter Norden. Die Einsatzgruppe bezog im Jahr 2012 ihre neue Unterkunft, in der zwei Bergungsgruppen sowie die Fachgruppen Wassergefahren und Beleuchtung untergebracht sind.[71]
- Die DLRG-Ortsgruppe hat ihre Heimat am Seligenstädter Freischwimmbad. Sie stellt einen Strömungsrettertrupp und einen Bootstrupp. Die Einheiten sind in den Katastrophenschutz des Landes Hessen eingebunden. Zur Ausrüstung der 30-köpfigen Einsatzmannschaft gehören zwei Motorrettungsboote, ein Raft und drei Einsatzfahrzeuge, sowie eine Gerätewagen Tauchen des Landes.[72]
- Bereits aufgelöst hat sich der Arbeiter-Samariter-Bund, der damals eine Garage in der Erich-Kästner-Straße vis-a-vis der Feuerwehr Froschhausen bezogen hatte.

## Persönlichkeiten

### Ehrenbürger
- 20. April 1921: Franz Xaver Dorn (* 17. Februar 1852, † 10. Februar 1927), Schulrektor
- Theodor Eichberger jun. (* 29. April 1867, † 8. Januar 1938), Stifter der St. Marcellinus- & Petrus-Glocke der Basilika
- Franz Boeres (* 4. September 1872, † 24. Mai 1956)
- Fritz Bruder (* 30. Mai 1907, † 1975)
- Juli 2000: Marcellin Spahn (* 31. Oktober 1928, † 1. April 2005)
- Hubert Post (* 1924, † 16. Mai 2018), Kommunalpolitiker, Stadtrat, Baudezernent[73][74]
- 26. Februar 2024: Frank Lortz[75]

#### Froschhausen
Die ehemals selbstständige Gemeinde Froschhausen ernannte in den Jahren vor ihrer Eingemeindung 1977 drei Mitbürger zu Ehrenbürgern:
- Dr. Ernst Braun (* 25. Januar 1914, † 27. Januar 2002), Arzt[76]; Straßennennung im Baugebiet Schildhecke
- Josef Gremm (1910–1984), Pfarrer; Straßennennung im Baugebiet Schildhecke
- Josef Happel (* 21. Juni 1923, † 5. Januar 2019), Kommunalpolitiker

### Söhne und Töchter der Stadt
- Johannes Herbort von Seligenstadt, Drucker in Venedig um 1480.
- Hans Memling, * etwa 1433 in Seligenstadt, † 11. August 1494 in Brügge, deutscher Maler der niederländischen Schule
- Johannes Joducus Reuß, * 15. Juli 1765, † 2. Dezember 1838, Medizinalrat, Gerichtsarzt, Amtsphysikus und von Rudolf Virchow gewürdigter Stadtphysikus in Aschaffenburg[77]
- Johannes Fächer, * 8. April 1770 in Seligenstadt, † 8. Juli 1821 in Seligenstadt, Abgeordneter der 2. Kammer der Landstände des Großherzogtums Hessen
- Georg Hardy, * 8. Oktober 1807 in Seligenstadt, † 20. Februar 1853 in Darmstadt, Abgeordneter der 2. Kammer der Landstände des Großherzogtums Hessen
- Franz Jakob Nessel, * 30. Juni 1808 in Seligenstadt; † 13. Dezember 1862 in Beerfelden, Landrichter und Landtagsabgeordneter
- Nikolaus Reuß, * 21. September 1809 in Seligenstadt, † 12. Mai 1890 in Worms, katholischer Stadtpfarrer und Ehrenbürger von Worms
- Karl August Brodrück, * 23. Juli 1815 in Seligenstadt, † 9. November 1866 in Darmstadt, Major und Militärhistoriker
- Max Grünbaum, * 12. August 1817 in Seligenstadt, † 11. Dezember 1898 in München, Orientalist und Hebraist
- Johann David Wissel, * 11. August 1818 in Seligenstadt; † 23. Mai 1863 ebenda, Seligenstädter Bürgermeister und Abgeordneter der 2. Kammer der Landstände des Großherzogtums Hessen (Hessen-Darmstadt)
- Hermann Josef Wolz, * 1. Oktober 1827 in Seligenstadt; † 1. Februar 1895 ebenda, hessischer Landtagsabgeordneter (Zentrum) und Bürgermeister von Seligenstadt
- David Horn, * 12. Dezember 1832 in Seligenstadt; † 2. September 1925 ebenda, Weinhändler, Politiker (Zentrum) und Abgeordneter der 2. Kammer der Landstände des Großherzogtums Hessen
- Isaak Bacharach, * 2. Dezember 1854 in Seligenstadt, † 22. September 1942 im Ghetto Theresienstadt, deutscher Mathematiker
- David Singer,  24. Februar 1865 in Seligenstadt; † 10. Februar 1932 ebenda, Abgeordneter der 2. Kammer der Landstände des Großherzogtums Hessen (Hessen-Darmstadt) und 1903 bis 1931 Bürgermeister von Seligenstadt
- Kaspar Winter, * 7. Februar 1869 in Klein-Welzheim; † 16. Juli 1950 in Mainz, Lehrer, Rektor, Politiker (Zentrum) und Landtagsabgeordneter
- Franz Boeres, * 4. September 1872 in Seligenstadt, † 24. Mai 1956 in Stuttgart, Bildhauer und Maler
- Johann Philipp Hofmann, * 22. Dezember 1873 in Seligenstadt, † 21. Oktober 1926 ebenda, Landtagsabgeordneter
- Friedrich Achenbach, * 20. Juni 1878 in Seligenstadt; † 14. Mai 1965, Schiffbauingenieur, Pionier des Betonschiffbaus
- Käthe Sturmfels, * 25. November 1878 in Seligenstadt, † 15. November 1958 in Darmstadt, Schriftstellerin
- Otto Sturmfels, * 19. Mai 1880 in Seligenstadt, † 2. April 1945 im KZ Dachau, Landtagsabgeordneter
- Ernst Michel, * 8. April 1889 in Klein-Welzheim, † 28. Februar 1964 in Frankfurt am Main, Journalist, Sozial- und Kulturphilosoph sowie Psychotherapeut
- Heinrich Galm, * 23. Oktober 1895 in Seligenstadt, † 30. Oktober 1984 in Offenbach am Main, sozialistischer Politiker
- Franz Singer, * 8. September 1898 in Seligenstadt, † 22. Juli 1953 in Saarbrücken, Journalist und Politiker im Saarland
- Fritz Bruder,* 30. Mai 1907 in Seligenstadt; † 16. Mai 1975, Lehrer, Politiker (CDU) und Mitglied des Hessischen Landtags
- Gerhard G. Habermehl, * 19. Februar 1921 in Seligenstadt, † 30. August 2010 in Hannover, Naturstoffchemiker
- Johannes Laube, * 26. Februar 1937 in Seligenstadt, † 15. August 2012, Japanologe, Religionswissenschaftler und Buddhismusforscher
- Walter Wilz, * 20. Oktober 1937 in Seligenstadt, † 1983 in München, Schauspieler
- Heinz Schilling, * 3. November 1942 in Seligenstadt, Kulturanthropologe
- Ansgar Koschel, * 18. Oktober 1943 in Seligenstadt, † 5. März 2007 in Friedberg (Hessen), Theologe
- Eberhard Schilken, * 6. Februar 1945 in Seligenstadt, Jurist
- Peter Spahn, * 13. Juni 1946 in Seligenstadt, Althistoriker
- Karl Gerhard Bornmann, * 3. Dezember 1946 in Seligenstadt, Polizeihauptkommissar
- Ulfrid Neumann, * 20. August 1947 in Seligenstadt, Jurist und Hochschullehrer
- Georg Hüter, * 1948 in Seligenstadt, Bildhauer
- Walter Appel, * 24. April 1948 in Seligenstadt, Schriftsteller
- Klaus Schönbach, * 4. September 1949 in Seligenstadt, Kommunikations- und Medienwissenschaftler
- Barbara Kavemann, * 14. November 1949 in Seligenstadt, Soziologin
- Stefan Zettl, * 1952 in Seligenstadt, Psychoanalytiker
- Frank Lortz, * 5. Juni 1953 in Seligenstadt, Abgeordneter und Vizepräsident des Hessischen Landtags
- Rolf Silber, * 2. August 1953 in Seligenstadt, Regisseur und Drehbuchautor
- Roland Höfling, * 9. Juni 1954 in Seligenstadt, Fußballspieler
- Kurt Braatz, * 19. Juni 1955 in Seligenstadt, Journalist, Kommunikationswissenschaftler und -manager
- Martin Diepgen, * 27. August 1956, Kommunalpolitiker (CDU)
- Thomas Horn, * 6. Februar 1960, Jurist und Politiker (CDU), Direktor des Regionalverbandes FrankfurtRheinMain
- Robert Tampé, * 14. August 1961 in Seligenstadt, Biochemiker
- Peter K. Zahn, * 5. Mai 1966 in Seligenstadt, Anästhesist und Intensivmediziner, Klinikdirektor
- Andreas Hain, * 3. November 1966 in Seligenstadt, Tischtennisspieler und -funktionär
- Ralf Weber, * 31. Mai 1969 in Seligenstadt, Fußballspieler
- Alexandra Kemmerer, * 1972 in Seligenstadt, Rechtswissenschaftlerin
- Gina-Lisa Lohfink, * 23. September 1986 in Seligenstadt, Model und It-Girl
- Juan Sebastian Guse, * 1989 in Seligenstadt, Schriftsteller
- Cenk Güvenç, * 29. Dezember 1991 in Seligenstadt, Fußballspieler
- Paula López Vicente, * 1997 in Seligenstadt, Politikerin (Tierschutzpartei)

### Weitere Persönlichkeiten in Seligenstadt
- Elisabeth Langgässer (1899–1950), Dichterin und Schriftstellerin, unterrichtete von 1920 bis 1928 zeitweilig an der Volksschule (Knabenschule) in Seligenstadt. In diese Zeit fällt auch der Beginn ihrer Beziehung zu dem Staatsrechtler Hermann Heller.
- Theodor Eichberger (1835–1917), Schriftsteller, Humorist, Bildhauer und Fastnachter, * 28. Dezember 1835 in Mainz, † 3. Mai 1917 in Seligenstadt.
- René Rock (* 1967), Stadtverordneter sowie seit 2017 Fraktionsvorsitzender der FDP-Fraktion im Hessischen Landtag.

### Opfer des Nationalsozialismus
In der Liste der Stolpersteine in Seligenstadt sind die Menschen aufgeführt, die im Nationalsozialismus ermordet, deportiert, vertrieben oder in den Suizid getrieben wurden.

## Mainfähre
| Technische Daten                  |                             |
| Name                              | „Stadt Seligenstadt“        |
| Länge über alles                  | 28 Meter                    |
| Breite über alles                 | 8,40 Meter                  |
| Fahrbahnbreite                    | 5,25 Meter                  |
| Tiefgang (leer)                   | 0,62 Meter                  |
| Tiefgang (beladen)                | 1 Meter                     |
| Tragfähigkeit                     | 45 Tonnen                   |
| Antrieb                           | 2 Antriebsmotoren Iveco     |
| Propeller                         | 2 Schottel-Propeller SRP 30 |
| Bordstrom                         | 24 Volt                     |
| Geschwindigkeit                   | 5 Knoten                    |
| Kiellegung                        | Februar 1971                |
| Inbetriebnahme                    | Mai 1971                    |
| Bisher geleistete Betriebsstunden | über 75.000 Stunden         |

Schon seit dem neunten Jahrhundert gibt es eine ständige Verbindung über den Main, da das Seligenstädter Kloster das Recht hatte, Personen und Güter auf die andere Mainseite zu befördern. Gegen Geld oder Naturalien wurde dieses Recht weitergegeben, woraus sich die „Fährgerechtigkeit“ entwickelte. Diese „Fährgerechtigkeit“ blieb meist viele Jahre im Besitz einer Familie und konnte weitervererbt werden. Als 1803 das Kloster säkularisiert wurde, ging das Fährrecht auf das Großherzogtum Hessen (Hessen-Darmstadt) über, der Fährbetrieb wurde verpachtet. Im Jahr 1868 übernahm die Stadt Seligenstadt für 4000 Gulden alle Rechte und Privilegien zur Mainfahrt von den damaligen Fährleuten. Die Stadt verpachtete damals das Fährrecht an den Höchstbietenden. Erst nach dem Zweiten Weltkrieg übernahm die Stadt die Fähre wieder. Zunächst wurde ein unmotorisiertes Fährboot angeschafft, das erst 1957 zu einer frei fahrenden Fähre umgerüstet wurde.
Die heutige Mainfähre (früher „Newe“ genannt) ist eine frei fahrende Wagenfähre und überquert den Main bei Mainkilometer 69,60. Sie ist seit 1971 in Betrieb. Vor ihr gab es bereits zwei oder drei (die genaue Anzahl ist heute nicht mehr feststellbar) Fähren, die die hessische Stadt Seligenstadt mit der bayerischen Mainseite – Gemeinden Kahl und Karlstein am Main – verbinden. Die Fähre wird von den Seligenstädter Stadtwerken betrieben und fährt jedes Jahr hohe Verluste ein, unter anderem wegen der hohen Verwaltungskosten. Deswegen wurde schon öfters darüber diskutiert, ob nicht anstelle der Fähre eine Brücke über den Main gebaut werden sollte, (wie dies in Mainflingen geschehen ist) oder die Autofähre durch eine reine Fußgänger-/Radfahrer-Fähre ersetzt werden soll. Man spielt auch mit dem Gedanken, die Fähre von einer privaten Firma betreiben zu lassen, um so Kosten einzusparen. Sie ist eine von zwölf Fähren, die den Main heute noch überqueren.

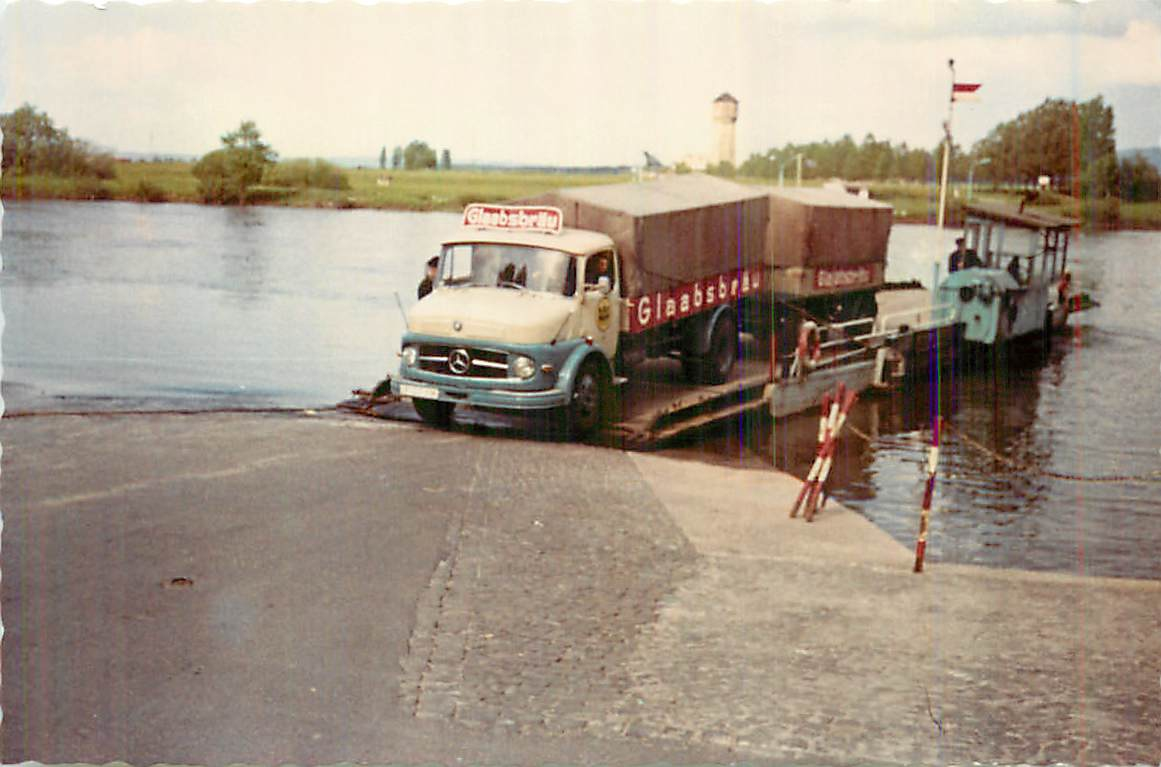
Ein LKW der Glaabsbräu verlässt die Fähre ca. 1965
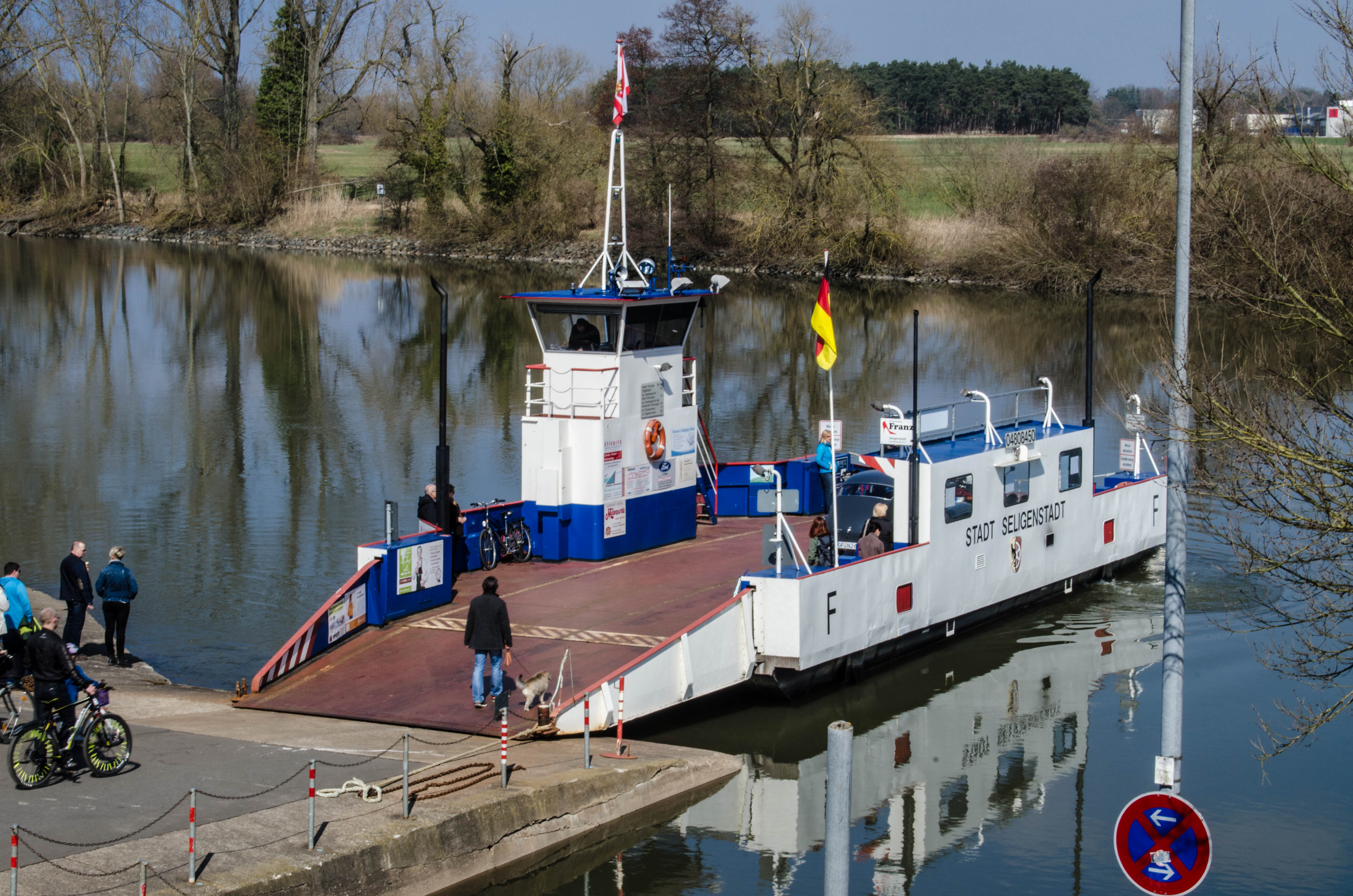
Mainfähre beim Anlegen in Seligenstadt
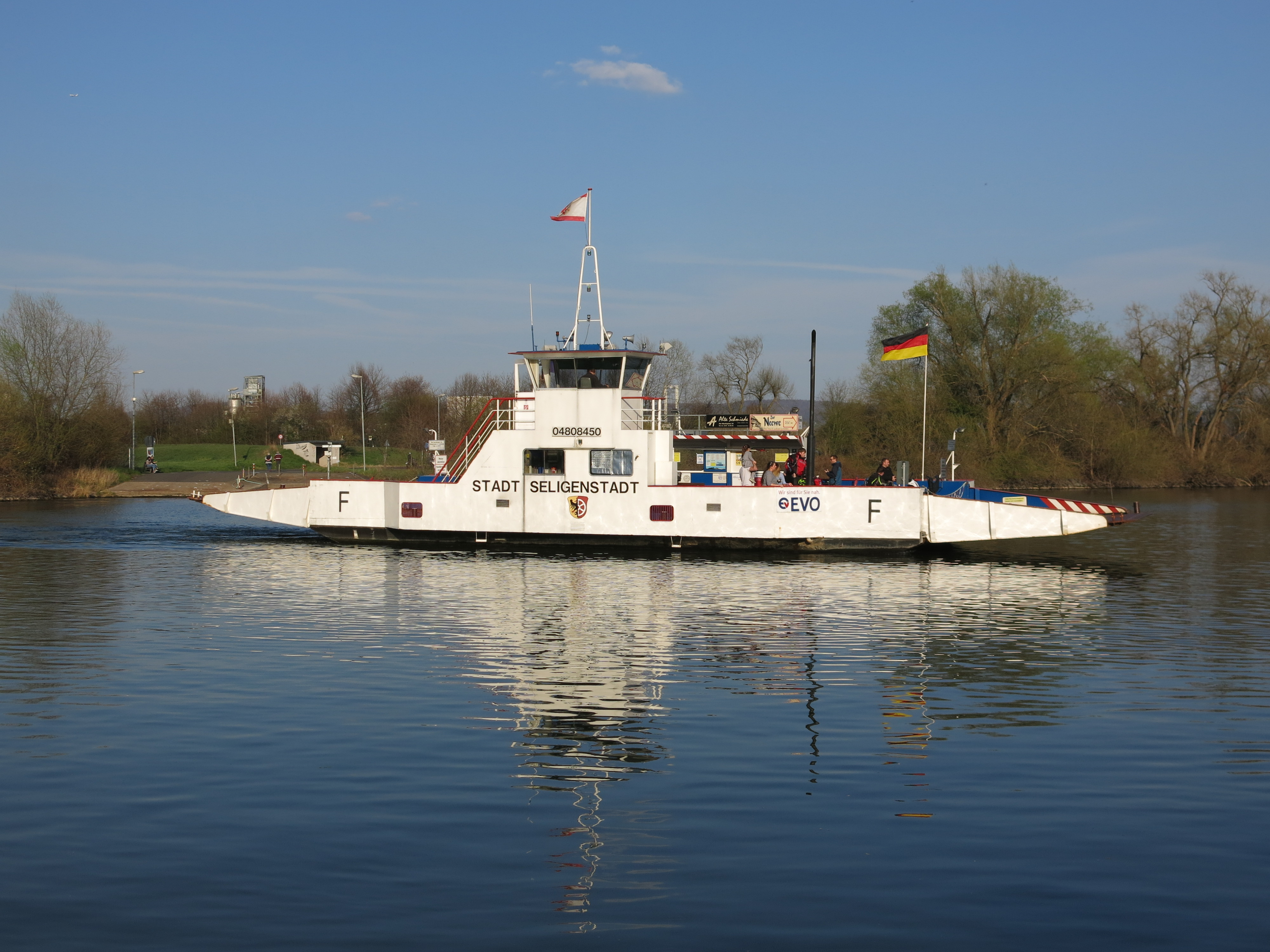
Mainfähre Seligenstadt 2019

## Kurioses
Die Seligenstädter haben den Beinamen Schlumper, Schlumber gesprochen. Der Name hat folgende Bedeutungen: „unmäßig lang herabhängendes weites Kleid“, „Einer, der nachlässig langsam geht“ und „kleiner Mainschelch“ mit ca. 250 bis 280 Zentner Ladekapazität.